# Guerre du Péloponnèse
Sauf précision contraire, les dates de cet article sont sous-entendues « avant l'ère commune » (AEC), c'est-à-dire « avant Jésus-Christ ».
Guerre du Péloponnèse
Batailles
- Sybota
- Potidée
- Chalcis
- Patras
- Naupacte
- Mytilène
- Tanagra
- Étolie
- Olpae
- Idomene
- Pylos
- Sphactérie
- Délion
- Amphipolis
- Mantinée
- Mélos
- Expédition de Sicile
- Symi
- Érétrie
- Cynosséma
- Abydos
- Cyzique
- Notion
- Arginuses
- Aigos Potamos

La guerre du Péloponnèse (en grec ancien Πόλεμος τῶν Πελοποννησίων / Pólemos tō̃n Peloponnēsíōn) est le conflit qui oppose la ligue de Délos, menée par Athènes, et la ligue du Péloponnèse, sous l'hégémonie de Sparte.
Le déroulement du conflit est principalement connu à travers les récits qu'en ont fait Thucydide et Xénophon. Provoquée par trois crises successives en peu de temps, la guerre est cependant principalement causée par la crainte de l'impérialisme athénien chez les alliés de Sparte. Ce conflit met fin à la pentécontaétie et s'étend de 431 à 404 av. J.-C. en trois périodes généralement admises : la période archidamique de 431 à 421, la guerre indirecte de 421 à 413, et la guerre de Décélie et d'Ionie, de 413 à 404. Il dure environ 27 ans. Il est aussi principalement caractérisé par une transformation totale des modes de combats traditionnels de la Grèce antique, notamment par un abandon progressif de la bataille en formation de phalange.
La première décennie de guerre est marquée par les invasions annuelles de l'Attique par les Spartiates, la peste d'Athènes qui emporte une part importante de la population de cette cité, et une série de succès, puis de revers, athéniens. La paix de Nicias de 421, respectée seulement en partie et ne réglant aucunement les griefs du début du conflit, entraîne une paix larvée de huit ans, qui s'achève sur le désastre athénien de l'expédition de Sicile en 413. La guerre ouverte reprend alors et se déroule essentiellement sur mer, les Spartiates pouvant désormais rivaliser avec Athènes dans le domaine naval en raison de l'aide financière perse et des pertes importantes subies par leurs adversaires en Sicile.
Le conflit se termine par la victoire de Sparte et l'effondrement de l'empire athénien. La domination spartiate sur le monde grec est cependant de courte durée. Sur le plan culturel, le conflit modifie radicalement, par son ampleur et sa férocité, la vision de la guerre dans la Grèce antique et marque la fin de son âge d'or[réf. nécessaire].

## Historiographie

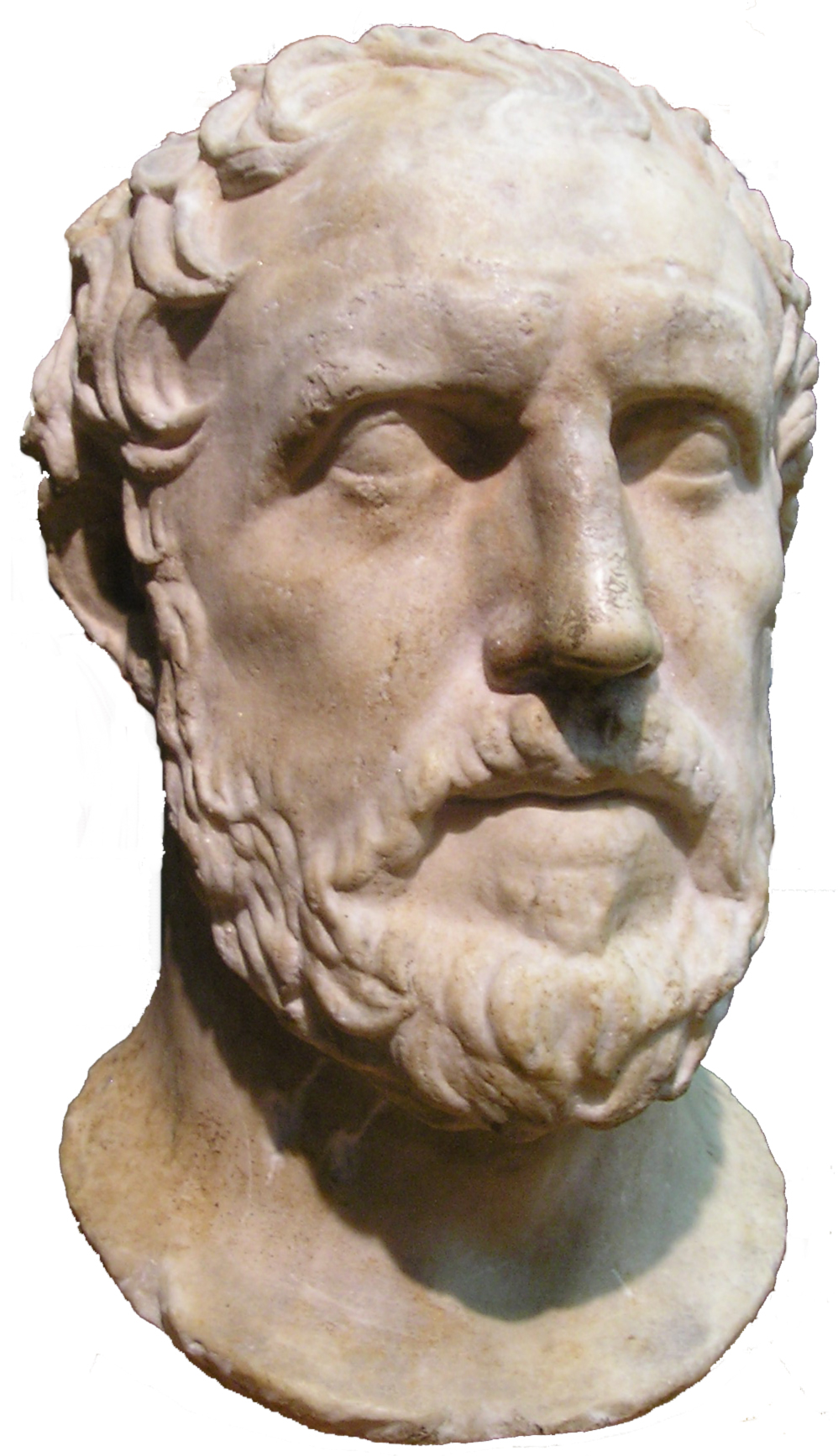
Thucydide est la principale source d'informations sur la guerre du Péloponnèse.

Thucydide, avec son ouvrage Histoire de la Guerre du Péloponnèse, est la principale source des historiens modernes. Cet ouvrage est cependant inachevé, se terminant brutalement en 411, et le dénouement du conflit est relaté dans les Helléniques de Xénophon,. Le récit de Thucydide est considéré comme une pierre fondatrice et un chef-d'œuvre de l'historiographie par ses réflexions sur « la nature de la guerre, les relations internationales et la psychologie des foules ». Thucydide introduit plus de rigueur dans la relation des faits, affine la chronologie et recherche la vérité par « l'examen des témoignages et le recueil des indices ». À l'inverse d'Hérodote, il limite les digressions autant que possible. L'histoire est avec lui plus explicative que narrative avec une recherche systématique des causes ou des raisons de tout action ou événement. Son récit se veut didactique, les enseignements à tirer du conflit devant servir aux générations futures car la nature humaine ne change pas. Son style est cependant parfois difficile pour le lecteur moderne, notamment dans les discours qu'il place à divers moments pour analyser les actions. Thucydide fixe par ailleurs les repères chronologiques de la guerre, de 431 à 404, tels qu'ils sont reconnus par les historiens modernes et bien que ses contemporains ne partageaient pas forcément ses vues, certains la faisant commencer plutôt en 433, se terminer en 394 ou y voyant encore plusieurs conflits distincts. Xénophon se concentre pour sa part sur les opérations militaires sans chercher à analyser les causes et les mobiles.
Des historiens antiques postérieurs comme Diodore de Sicile, qui consacre deux livres au conflit dans sa Bibliothèque historique, et Plutarque, qui rédige les biographies de Périclès, Alcibiade, Lysandre et Nicias dans ses Vies parallèles, apportent des informations supplémentaires sur la période. Le poète comique athénien Aristophane prend la guerre du Péloponnèse comme thème principal de plusieurs pièces de théâtre, comme Les Acharniens (425), où il raille le parti favorable à la guerre, Les Cavaliers (424), où il s'en prend à Cléon, La Paix (421), où il célèbre la fin des hostilités, et Lysistrata (411), dans laquelle les Athéniennes se refusent à leurs maris afin qu'ils arrêtent les combats. Il fournit des renseignements précieux sur les sentiments éprouvés par les agriculteurs de l'Attique réfugiés dans les murs d'Athènes ainsi que sur les effets de cette cohabitation forcée entre citadins et paysans. La Constitution des Athéniens, de l'école d'Aristote, donne un compte rendu de la dernière partie de la guerre, et en particulier de la révolution oligarchique de 411. Des découvertes archéologiques apportent un éclairage nouveau sur certains détails, la plus importante étant la restauration et la traduction de la stèle sur laquelle les Athéniens gravaient le montant des tributs annuels qu'ils imposaient de 454 jusqu'à la dissolution de leur empire.
Au XIXe siècle, l'œuvre de George Grote en douze volumes sur l'Antiquité grecque permet de remettre en question de nombreuses idées reçues et donne naissance à plusieurs autres ouvrages sur la période. Au XXe siècle, les commentaires d'Arnold Wycombe Gomme et de Kenneth Dover sur l'œuvre de Thucydide se révèlent importants, tout comme les ouvrages de Russell Meiggs et de Geoffrey de Ste. Croix. Plus récemment, le récit de la guerre en quatre volumes par Donald Kagan est considéré comme faisant autorité. L'érudition de Victor Davis Hanson est aussi reconnue même si les parallèles qu'il fait entre l'Antiquité grecque et l'époque moderne sont plus controversés. En France, Jacqueline de Romilly est considérée comme une spécialiste de la période et de Thucydide en particulier.

## Origine du conflit

### Causes profondes
Pour Thucydide, la guerre est inévitable en raison de la montée de l'impérialisme athénien dans le cadre de la ligue de Délos. Cette dernière est fondée en 478, dans le contexte des guerres médiques, et voit vite s'imposer l'hégémonie d'Athènes : les cités alliées, plutôt que de s'investir directement dans la défense de l'alliance, préfèrent s'acquitter d'un tribut, le phoros, qui entretient la puissance militaire de l'unique cité prenant en main toutes les opérations militaires de la confédération. La flotte athénienne devient donc bientôt la plus puissante du monde grec et permet l'émergence de ce que les historiens nomment la thalassocratie athénienne, accordant à la cité une emprise de plus en plus grande sur les autres membres de la ligue ; d'alliés ces derniers deviennent des sujets, non plus placés sous une hégémonie mais sous une archè, une autorité. Ainsi, les cités cherchant à quitter la ligue voient leurs désirs réprimés par une flotte constituée à l'origine pour les défendre. Les révoltes de l'Eubée, en 446, et de Samos, en 440, sont ainsi durement réprimées par les Athéniens. À l'aube de la guerre du Péloponnèse, ce qui était à l'origine une alliance de cités indépendantes dirigée par Athènes pour mettre fin à la menace perse est devenu un empire athénien où, sur plus de 150 membres de la ligue, seules les îles de Lesbos et Chios conservent encore leurs propres flottes et une certaine autonomie.

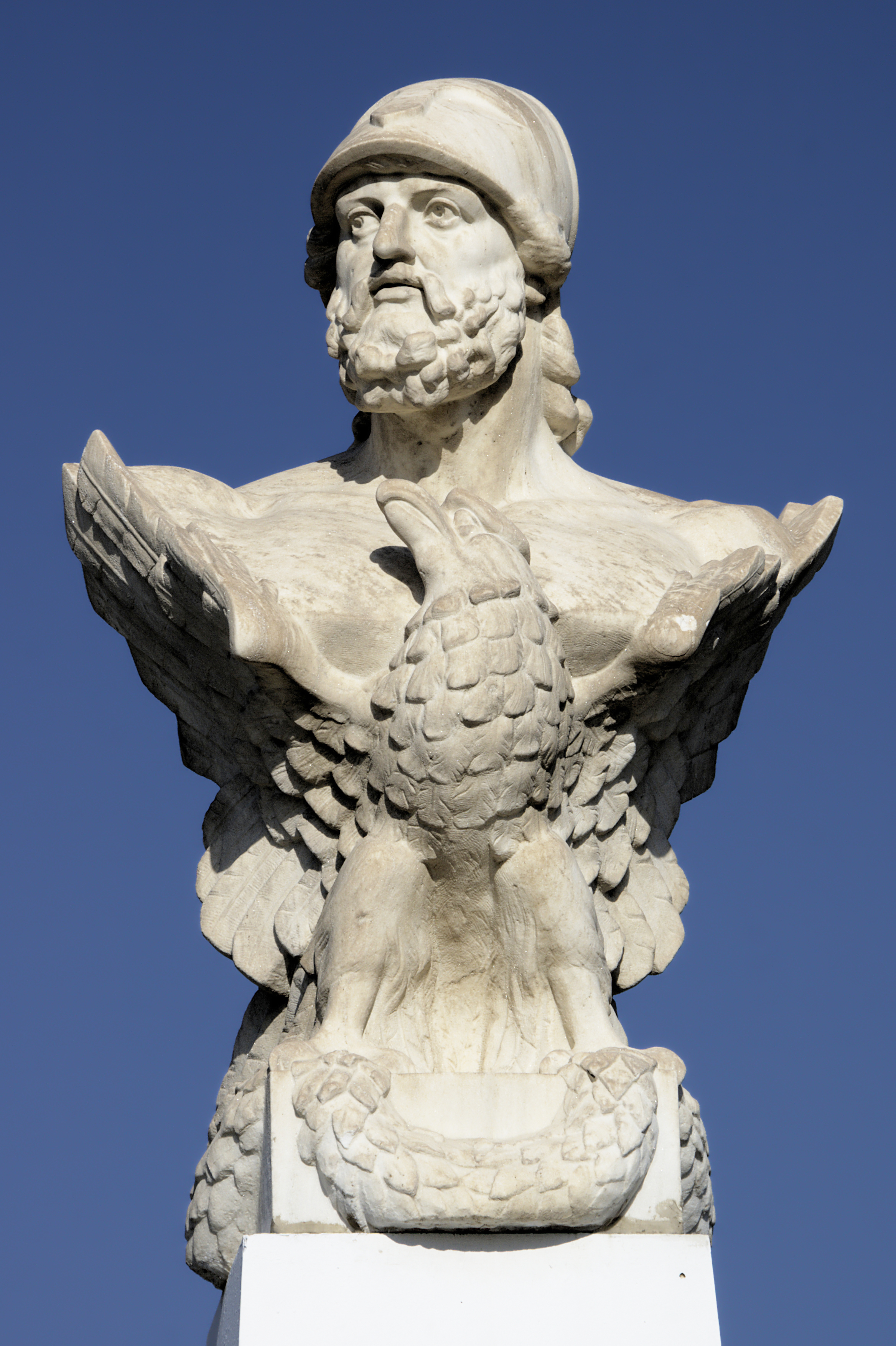
Les premières tensions entre Athènes et Sparte provoquent la chute de Cimon, l'un des héros des guerres médiques.

En plus de créer des dissensions internes à la confédération, cet impérialisme effraie les autres cités du monde grec, comme celles de la ligue du Péloponnèse, placées sous l'hégémonie de Sparte et faisant contrepoids à la puissance athénienne. Les relations entre Sparte et Athènes se dégradent dès la fin des guerres médiques. En 462, alors que les Spartiates doivent faire face à une révolte de hilotes, ils refusent de manière brutale l'assistance offerte par Athènes, ce qui entraîne dans cette cité l'ostracisme de Cimon, chef du parti favorable à l'alliance avec Sparte. Les deux cités s'affrontent par intermittence lors de la première guerre du Péloponnèse (460-445), qui est provoquée par le conflit entre Corinthe et Mégare, deux cités membres de la ligue du Péloponnèse. Mégare, en mauvaise posture, conclut alors une alliance avec Athènes susceptible de bouleverser l'équilibre des forces. La guerre oppose principalement les Athéniens et leurs alliés à Corinthe et à Thèbes. Après une période initiale favorable à Athènes, la victoire des Thébains sur les Athéniens à Coronée (447) met ces derniers en difficulté. Mégare regagne le giron de la ligue du Péloponnèse, et les Lacédémoniens envahissent l'Attique mais retournent chez eux sans combattre après s'être laissé soudoyer. Peu après, Athènes et Sparte concluent une paix de Trente Ans, les Athéniens devant restituer leurs conquêtes sauf Égine et Naupacte. Une clause importante du traité interdit désormais aux membres des deux ligues de changer d'alliance, ce qui divise officiellement le monde grec en deux camps, et une autre exige de soumettre de futures doléances à un arbitrage.
Néanmoins, Sparte doit, au risque de voir son hégémonie s'effondrer, prouver auprès de ses alliées sa capacité à les protéger de la menace que constitue l'impérialisme athénien. Ainsi, une cité comme Corinthe — la plus peuplée de la péninsule après Athènes — menace de quitter la ligue si les Lacédémoniens ne s'opposent pas activement à leur rivale. Selon Thucydide, la cause véritable, mais non avouée, du conflit est donc la puissance à laquelle les Athéniens sont parvenus. La crainte pour les Spartiates de la voir encore s'accroître, à leur détriment, les pousse alors à frapper les premiers. La lutte est aussi, et peut-être surtout, idéologique, l'oligarchie spartiate s'inquiétant de la volonté d'Athènes d'imposer son modèle démocratique, par la force si nécessaire, dans de nombreuses autres cités.

### Causes directes
Thucydide distingue trois affaires menant à l'éclatement du conflit.
La première est l'affaire d'Épidamne : une guerre civile éclate en 435 à Épidamne, cité du nord de l'Illyrie, menant à l'expulsion des oligarques de la cité, qui se mettent à pratiquer le brigandage. Les démocrates d'Épidamne font alors appel à Corcyre, île au large de l'Épire et cité fondatrice d'Épidamne. Corcyre a elle-même été fondée par Corinthe mais est en mauvais termes avec cette cité, elle possède par ailleurs la deuxième flotte la plus importante de la Grèce avec 120 trières . Régie par un gouvernement oligarchique, Corcyre ne répond pas dans un premier temps à l'appel d'Épidamne. Celle-ci se tourne alors vers Corinthe qui envoie des colons et des troupes. Considérant qu'il s'agit d'ingérence, Corcyre assiège Épidamne tout en entamant des négociations avec Corinthe. Après l'échec de celles-ci, Corinthe envoie une expédition de 75 trières qui est interceptée et vaincue par une flotte corcyréenne de 80 navires au large de Leucimne. Le même jour, Corcyre obtient la reddition d'Épidamne. En septembre 433, alors que Corinthe prépare une nouvelle attaque, Corcyre fait appel à Athènes en demandant son alliance. Entre le risque de voir passer la flotte de Corcyre aux mains de la ligue du Péloponnèse en cas de défaite corcyréenne et celui de provoquer une guerre par la conclusion d'une alliance à la fois défensive et offensive (symmachia), l'assemblée athénienne est hésitante. Sans doute à l'initiative de Périclès, qui domine la vie politique athénienne depuis 443, elle vote donc une alliance uniquement défensive (épimachia) et décide l'envoi d'une force symbolique de dix trières pour protéger Corcyre. Peu après, Corinthe l'emporte sur Corcyre lors de la grande et confuse bataille navale de Sybota, dans laquelle 260 navires sont impliqués. Alors que les Corinthiens s'apprêtent à lancer un assaut décisif, l'arrivée de vingt nouvelles trières athéniennes les oblige à se retirer. Athènes gagne avec Corcyre un nouvel appui en mer Ionienne mais s'attire l'inimitié de Corinthe.
La deuxième est l'affaire de Potidée : Potidée, autre colonie de Corinthe, est membre de la ligue de Délos mais maintient des relations cordiales avec sa cité fondatrice. Peu après la bataille de Sybota, et par crainte d'une défection, Athènes la somme de raser ses murs, de lui livrer des otages et d'expulser ses magistrats corinthiens. Les Potidéens protestent contre cet ultimatum et engagent avec Athènes des négociations qui durent tout l'hiver. Après l'envoi d'une ambassade secrète, Potidée obtient l'assurance de Sparte qu'elle interviendra en sa faveur en cas d'attaque athénienne et décide donc de quitter la ligue. Les troupes athéniennes débarquent devant Potidée pendant l'été 432 et battent les Potidéens et des renforts envoyés par Corinthe avant de mettre le siège devant la cité.

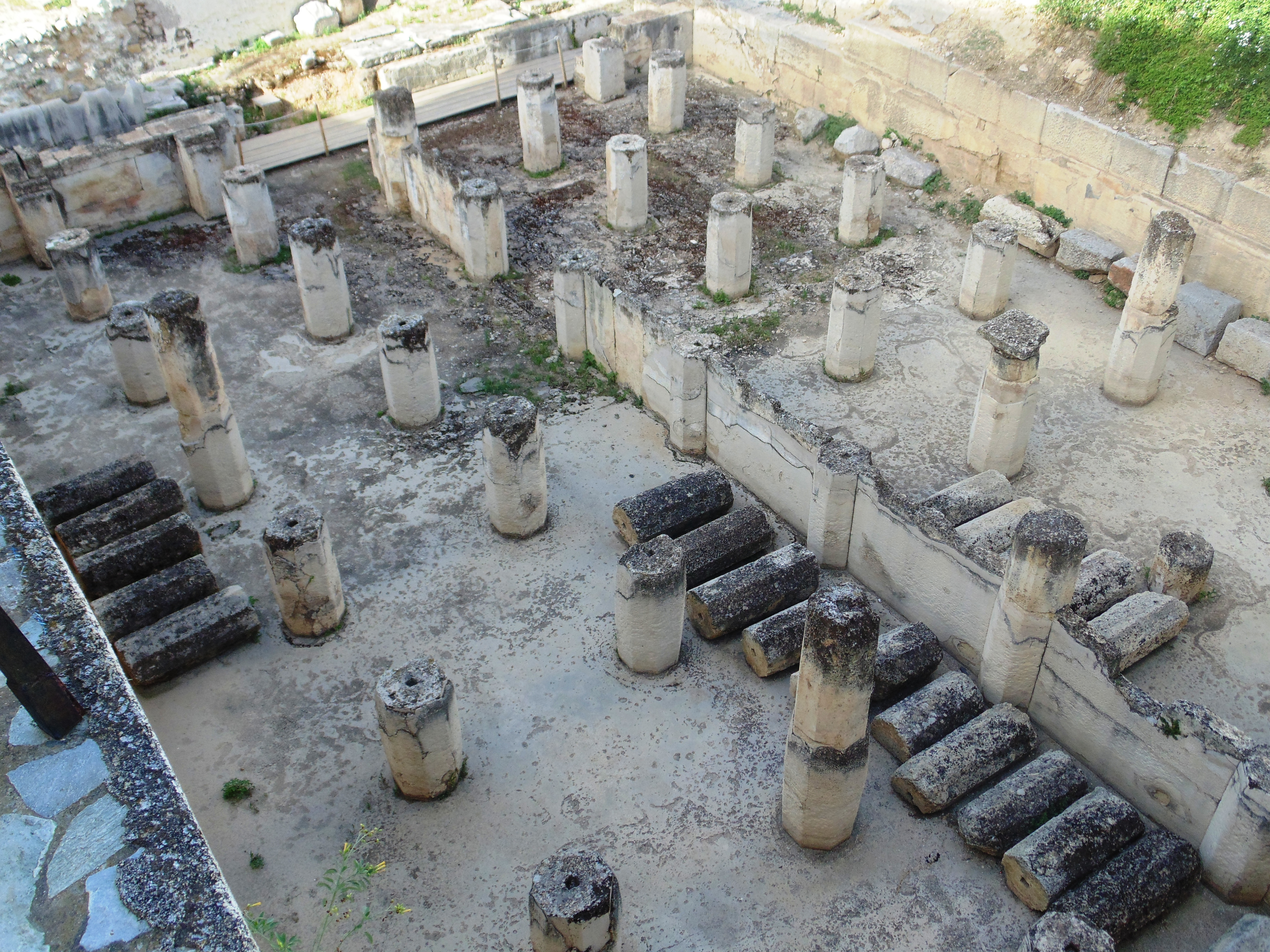
Le site archéologique de Mégare.

La troisième est l'affaire de Mégare : à peu près à la même période que l'affaire de Potidée, Mégare, cité aux portes de l'Attique mais membre de la ligue du Péloponnèse, se voit interdire l'accès aux marchés de l'Attique et aux ports de la ligue de Délos. Athènes lui reproche en effet officiellement d'exploiter des terres sacrées et d'accueillir des esclaves fugitifs. Il est cependant probable que cette explication ne soit qu'un prétexte et que le véritable motif de cet embargo commercial est de punir Mégare pour avoir soutenu Corinthe lors de l'affaire d'Épidamne. Mégare, asphyxiée économiquement, proteste auprès de Sparte.
En juillet 432, une ambassade corinthienne se retrouve donc dans la cité lacédémonienne où elle appelle, au cours d'un discours devant l'assemblée de Sparte, à une guerre contre Athènes au nom de Mégare, tout en rappelant les griefs du siège de Potidée et de la bataille navale de Sybota et en agitant la menace de la création d'une nouvelle ligue supplantant celle dominée par Sparte. Une délégation athénienne, officiellement présente à Sparte pour d'autres raisons, répond à ce discours en affirmant ne pas avoir violé la paix de Trente Ans et être libre de faire ce que bon lui semble à l'intérieur de son empire. Elle termine en demandant aux plaignants de se soumettre à un arbitrage, comme la paix de Trente Ans le prévoit, et met en garde les Spartiates contre les conséquences que pourrait avoir une déclaration de guerre. Lors des délibérations qui suivent, Archidamos II, roi de Sparte et ami de Périclès, se prononce contre la guerre en prévenant l'assemblée qu'Athènes est un ennemi puissant et que le conflit pourrait durer plus d'une génération. Sthénélaïdas, un éphore, appelle quant à lui au conflit en mettant en avant les provocations athéniennes et l'honneur spartiate. À l'issue de ces deux discours, l'assemblée se prononce pour la guerre à une forte majorité. Sur l'insistance de Corinthe, les autres cités de la ligue de Péloponnèse votent à leur tour en faveur de la guerre en août 432. Les arguments d'Archidamos ont néanmoins plus de poids auprès des Spartiates une fois les esprits refroidis. Au lieu de passer immédiatement à l'offensive, Sparte envoie donc plusieurs ambassades à Athènes, l'une d'elles lui proposant de ne pas entrer en guerre en cas de levée de l'embargo commercial contre Mégare. Après le rejet de cette offre par les Athéniens, qui restent campés sur leur proposition d'arbitrage, les Spartiates leur lancent un ultimatum qui est rejeté après l'intervention de Périclès, lequel se déclare favorable à la guerre.

## Guerre d'Archidamos (431-421)

Carte des forces en présence au début de la guerre du Péloponnèse.

La guerre d'Archidamos, ou guerre des Dix Ans, est appelée ainsi du nom d'Archidamos II, roi de Sparte.

### L'opposition de deux stratégies
En 431, Athènes possède la flotte la plus puissante du monde grec, soit environ 300 trières, quand Sparte n'en possède quasiment aucune, et ses alliés, Corinthe en particulier, un peu plus d'une centaine. De plus, leurs équipages sont beaucoup mieux entraînés. Athènes possède aussi des ressources financières infiniment supérieures à celles de son adversaire. De son côté, Sparte est considérée, du fait de sa tactique hoplitique éprouvée au cours des guerres de Messénie et de l'entraînement de ses soldats au sein de l'agôgé, l'éducation spartiate, comme la meilleure armée terrestre. Au début du conflit, les troupes de la ligue du Péloponnèse sont évaluées aux alentours de 40 000 hoplites contre 13 000 pour la ligue de Délos, auxquels il faut ajouter 12 000 Athéniens mobilisables.
Les Lacédémoniens sont incapables d'imposer à Athènes un long siège, n'ayant aucun savoir-faire en poliorcétique et ne possédant pas de ressources financières et matérielles suffisantes pour s'implanter durablement hors de leurs bases. Par ailleurs, Sparte rechigne à envoyer trop longtemps son armée hors du Péloponnèse par crainte d'une révolte des hilotes ou d'une attaque d'Argos, son ennemi traditionnel. La stratégie des Spartiates est donc très simple : elle consiste à envahir l'Attique et à dévaster ses terres cultivées afin de contraindre les Athéniens, par la famine ou l'humiliation ressentie, à sortir de leurs murs pour se battre en rase campagne.
Périclès sait que Sparte et sa ligue seraient supérieures en cas de bataille rangée mais aussi qu'ils ne pourront pas soutenir une guerre prolongée ou maritime. Son plan est donc de mener une guerre d'usure en abritant la population des campagnes de l'Attique dans l'enceinte des Longs Murs, qui relient Athènes au port du Pirée, lors des invasions spartiates, tandis que la flotte aura pour mission de ravitailler Athènes, de veiller à ce que les alliés de la cité continuent à verser leurs tributs et de mener des raids dans le Péloponnèse. Selon Périclès, les Spartiates comprendraient au bout de trois ou quatre ans qu'ils ne pourraient pas soumettre Athènes et ouvriraient alors des négociations. Pour l'historien Donald Kagan, cette stratégie presque uniquement défensive présente l'inconvénient de placer Athènes en situation de faiblesse aux yeux de toute la Grèce, amenant ainsi les autres cités à ne plus la craindre. Refuser le combat et laisser son territoire être ravagé est en effet inconcevable pour une culture qui place la bravoure au sommet de toutes les vertus.

### Invasions, raids et épidémies

Carte du nord de l'Attique et du sud de la Béotie.

Le coup de Platées est le premier affrontement armé de la guerre : en mars 431, des oligarques platéens en appellent à Thèbes, alliée avec Sparte, pour renverser leur démocratie. Platées étant alliée avec Athènes et occupant une importante position stratégique, les Thébains saisissent aussitôt l'occasion. Une force d'environ 300 hommes est envoyée, les portes de la cité lui sont ouvertes de nuit par les comploteurs mais le peuple parvient à se saisir des Thébains. Une seconde expédition est envoyée pour délivrer la première et des négociations ont lieu, les Platéens promettant de libérer leurs prisonniers si les Thébains se retirent. Mais une fois les Thébains partis, les prisonniers sont exécutés. Dès lors, Platées est surveillée par une garnison athénienne. La cité, au statut réputé inviolable depuis la bataille de Platées en 479, est assiégée de mai 429 à août 427 par les troupes de la ligue du Péloponnèse et doit capituler après une longue et ingénieuse résistance. Platées est alors rasée et ses défenseurs massacrés.
Comme Périclès l'avait prévu, les Lacédémoniens se lancent dans une série de courtes invasions de l'Attique, la première ayant lieu en mai 431. L'entrée de l'armée spartiate commandée par Archidamos II en territoire athénien marque officiellement le début des hostilités. Cette armée brûle les champs de céréales et dévaste les vignes et les vergers de la région d'Acharnes, évacuée par ses habitants, mais la tâche se révèle ardue et les Spartiates rentrent chez eux au bout d'un mois sans avoir obtenu la réaction espérée des Athéniens, qui restent à l'intérieur de leurs murailles. Malgré l'inconfort ressenti par la population en raison de l'afflux de réfugiés et les accusations de couardise lancées contre lui par ses adversaires politiques, le prestige de Périclès et le respect qu'il inspire persuade les Athéniens de s'en tenir à son plan. Financièrement, la première année de guerre se révèle très coûteuse pour Athènes, en raison de l'entretien de sa flotte ainsi que de l'armée assiégeant Potidée et d'une balance commerciale affectée par l'invasion de l'Attique.
Les troupes lacédémoniennes dévastent à nouveau l'Attique au printemps 430, cette fois-ci durant quarante jours et sur une plus large zone, puis aux printemps 428, 427, cette attaque causant de grands ravages, et 425, cette dernière invasion ne durant que quinze jours en raison de l'attaque athénienne sur Pylos. Il n'y a pas d'invasions en 429, par crainte de la peste, ni en 426, un tremblement de terre ayant été considéré comme un mauvais présage mais sans doute aussi en raison de la recrudescence de l'épidémie. En représailles de ces invasions, les Athéniens ravagent la Mégaride deux fois par an jusqu'en 424, sans arriver eux non plus à des résultats décisifs. Ils lancent aussi deux grandes expéditions navales en 431 et 430. La première dévaste l'Élide et s'empare de Céphallénie, alors que la deuxième ravage l'est de l'Argolide. Lors de la première expédition, Brasidas, un officier spartiate, empêche la mise à sac de la ville de Méthônè par une contre-offensive audacieuse. Des expéditions plus modestes permettent aux Athéniens de s'emparer de Thronion et d'expulser la population d'Égine, dont la position menace le port du Pirée, pour la remplacer par des colons. Comprenant qu'ils ne pourront pas gagner la guerre sans une flotte puissante, les Lacédémoniens envoient en 430 une ambassade proposer une alliance au roi perse Artaxerxès Ier. Les ambassadeurs sont toutefois arrêtés en Thrace à l'instigation d'agents athéniens et envoyés à Athènes, où ils sont aussitôt exécutés sans procès.

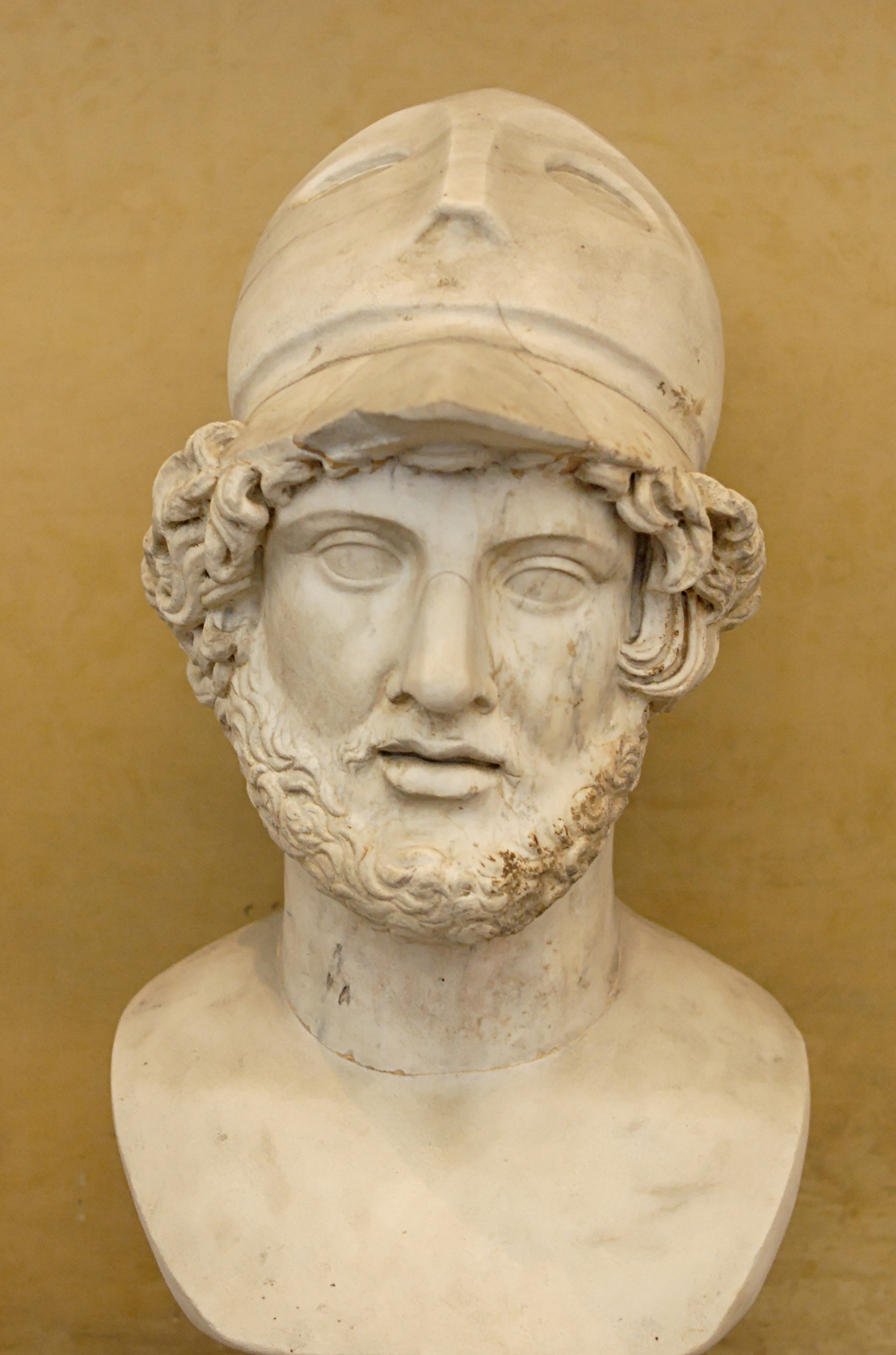
La mort de Périclès est l'un des premiers tournants de la guerre.

Cependant, l'arrivée durant l'invasion spartiate de 430, avec un navire égyptien, de ce que Thucydide nomme la peste, et qui est plus probablement une forme de typhus, condamne le plan de Périclès : se propageant d'autant plus vite que le nombre d'Athéniens réfugiés derrière les murs grandit et que les conditions d'hygiène se détériorent, elle sévit particulièrement en 430 et 429, puis, après une période de rémission, en 426. Dès 430, les attaques contre Périclès s'intensifient et les partisans de la paix obtiennent l'envoi d'une ambassade à Sparte pour ouvrir des négociations. Les Spartiates posent cependant des conditions à la paix qu'Athènes juge inacceptables, probablement la dissolution de la ligue de Délos, ce qui cause l'échec de cette ambassade. L'épidémie tue, entre 430 et 425, un quart à un tiers de la population d'Athènes, dont 4 400 hoplites et 300 cavaliers, ainsi que Périclès lui-même en septembre 429. L'historien Victor Davis Hanson estime les pertes totales, civiles et militaires entre 70 000 et 80 000 morts. L'expérience traumatisante de cette épidémie entraîne par ailleurs une dégradation des mœurs, nombre d'Athéniens cessant de craindre les lois et les dieux, ce qui peut expliquer la brutalité inédite de certaines actions menées postérieurement par Athènes. Les lois sont aussi modifiées afin de compenser les pertes subies, un seul parent athénien suffisant désormais pour se voir accorder la citoyenneté.
Après un siège de deux ans et demi, les Athéniens obtiennent enfin la reddition de Potidée pendant l'hiver 430-429, malgré la mort d'un quart des 4 000 hoplites assiégeant la cité en raison de la propagation de l'épidémie frappant Athènes. Ils ne se rendent pas pour autant maîtres de la région car ils sont défaits par les Chalcidiens à la bataille de Chalcis. En 429, les Lacédémoniens décident d'envahir l'Acarnanie afin de chasser Athènes et ses alliés de l'ouest de la Grèce. Cependant, leur attaque terrestre échoue et, pendant l'été, la flotte athénienne basée à Naupacte, forte de vingt trières et commandée par le stratège Phormion, remporte une double victoire éclatante sur la flotte de la ligue du Péloponnèse lors des batailles de Patras, où elle fait face à 47 vaisseaux, et de Naupacte, où elle en affronte 77, démontrant ainsi la puissance de la thalassocratie athénienne, même lorsque celle-ci est mise en difficulté. À Patras, utilisant une stratégie inédite, Phormion tourne autour de la flotte adverse formée en cercle en rétrécissant progressivement ces tours pour semer le désordre à la levée du vent. Après ces deux batailles, Sparte et ses alliés évitent d'affronter les Athéniens sur mer jusqu'en 413. La situation financière d'Athènes après trois années de guerre devient néanmoins inquiétante : le trésor athénien, fort de 5 000 talents au début des hostilités, en compte désormais moins de 1 500.
La mort de Périclès, en 429, laisse le corps civique athénien orphelin. Deux partis dominent dès lors la vie politique : celui mené par Nicias, démocrate modéré, partisan d'une guerre sans excès et ce, au nom des grands propriétaires terriens, las de voir leurs terres ravagées ; et celui mené par Cléon, démagogue, lui-même commerçant et parlant au nom de l'Athènes urbaine ; il en appelle à une implication totale dans le conflit,. Cela entraîne des revirements, comme en 428, lorsque Mytilène, cité de l'île de Lesbos aux dirigeants oligarques, se prépare secrètement à quitter la ligue de Délos. Athènes, informée de ces velléités, envoie une flotte lancer un ultimatum que Mytilène repousse tout en appelant Sparte à son aide en août 428. Les Athéniens réussissent à retarder le départ d'une expédition de secours par une démonstration de force au large des côtes du Péloponnèse et mettent le siège devant Mytilène. Ils lèvent par ailleurs un impôt direct exceptionnel (eisphora) pour faire face aux dépenses occasionnées. Mytilène capitule en juillet 427, une semaine avant l'arrivée de renforts lacédémoniens qui rebroussent immédiatement chemin. Se pose alors la question du sort des Mytiléniens. La frange la plus radicale, menée par Cléon, réclame la sévérité et un premier décret est pris par l'ecclésia : les hommes seront tués, les femmes et les enfants vendus en esclavage et la cité rasée. Un navire est envoyé pour exécuter la sentence. Mais, sous l'action des modérés, un second décret est pris le lendemain : seuls les murs seront rasés et la flotte devra être livrée. Un second navire rattrape le premier in extremis et sauve la population de Mytilène. Les responsables de la révolte, au nombre d'environ un millier, sont toutefois mis à mort.
Sparte et Athènes s'affrontent aussi par l'intermédiaire d'agents provocateurs, comme à Corcyre en 427 où les oligarques essaient de prendre le pouvoir sur les incitations d'agents spartiates. Des milliers de personnes, principalement des civils, trouvent la mort dans les combats et les massacres qui s'ensuivent et se terminent par la victoire des démocrates. En 427, la cité sicilienne de Léontinoi demande l'aide d'Athènes contre Syracuse. Les Athéniens envoient vingt trières mais ne mènent aucune action décisive en dehors de la prise, éphémère, de Messine. Lors d'un congrès des cités de l'île tenu à Gela pendant l'été 424, Hermocrate de Syracuse persuade les Siciliens de faire la paix et de renvoyer les Athéniens, qui rentrent donc chez eux. En 426, Agis II succède à son père Archidamos alors que Pleistoanax rentre de l'exil auquel il avait été condamné en 445, Sparte ayant donc à nouveau deux rois.

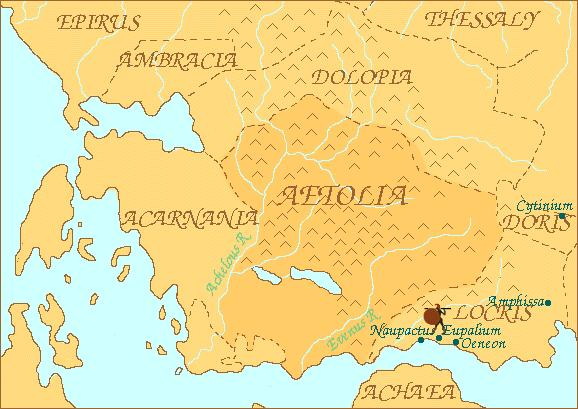
Carte du nord-ouest de la Grèce.

En juin 426, le stratège athénien Démosthène (à ne pas confondre avec son homonyme orateur) mène une campagne en Étolie de sa propre initiative dans l'optique générale d'un plan ambitieux qui doit aboutir par une offensive sur la Béotie pour prendre les Thébains à revers. La campagne, compromise par la défection de plusieurs alliés d'Athènes, tourne rapidement au désastre après une attaque surprise des tribus étoliennes. Craignant un procès, Démosthène reste à Naupacte plutôt que de rentrer à Athènes. Les Lacédémoniens décident de contre-attaquer aussitôt dans la région avec l'aide de leurs alliés Ambraciotes mais une armée composée d'Athéniens, d'Acarnaniens et d'Amphilochiens et commandée par Démosthène remporte sur eux la bataille d'Olpae à l'automne 426. Le lendemain, Démosthène accorde aux Lacédémoniens le droit de se retirer à condition qu'ils le fassent secrètement. Une armée ambraciote de secours, ignorant tout des derniers événements, arrive peu après et Démosthène lance de nuit une attaque surprise qui fait plus de mille morts chez les Ambraciotes. Athènes ne peut cependant pas profiter de ce succès inespéré pour prendre le contrôle de tout le nord-ouest de la Grèce par manque de moyens financiers.

### Cléon et Brasidas
En mai 425, alors qu'Athènes est enfin débarrassée de la peste, Démosthène, qui fait partie d'une expédition à destination de Corcyre, profite d'une tempête qui immobilise la flotte près de Pylos, pour occuper et fortifier les lieux, restant sur place avec une petite troupe. Les Lacédémoniens, craignant une révolte des hilotes de la Messénie toute proche, interrompent leur invasion de l'Attique et envoient 420 hoplites qui débarquent sur l'île de Sphactérie. Mais l'attaque spartiate sur Pylos échoue en raison du retour de la flotte athénienne, et les 420 hoplites, dont 180 appartiennent à l'élite spartiate, se retrouvent piégés sur Sphactérie,. L'élite spartiate étant numériquement très faible, cette menace sur la vie d'autant de ses membres est prise très au sérieux et une trêve est conclue aussitôt, Sparte livrant à Athènes sa flotte de 60 trières en otage. Cependant, les négociations de paix entamées par Sparte sur la base d'un retour à la paix de Trente Ans échouent en raison des conditions draconiennes imposées par Cléon. Athènes refuse de restituer sa flotte à Sparte sous le prétexte d'une violation de la trêve mais l'impasse se prolonge à Pylos, la famine menaçant désormais aussi bien les hoplites spartiates que les Athéniens qui les assiègent. Cléon est alors chargé de secourir Démosthène et tous deux lancent en août 425 une attaque surprise sur Sphactérie avec des troupes légères et des armes à distance. Les Spartiates, pris à revers, sont vaincus, et les 292 survivants se rendent et sont faits prisonniers. Le prestige spartiate est fortement ébranlé par cette défaite terrestre suivie d'une reddition préférée à la mort,. De plus, Athènes utilise les prisonniers spartiates comme otages en menaçant de les exécuter en cas de nouvelle invasion de l'Attique, une menace efficace puisque ces invasions cessent de fait jusqu'en 413,. Auréolé par sa victoire, Cléon dirige de facto Athènes jusqu'à sa mort trois ans plus tard. L'une des premières mesures qu'il prend est d'augmenter les tributs prélevés sur les alliés d'Athènes afin de soulager les finances de la cité.

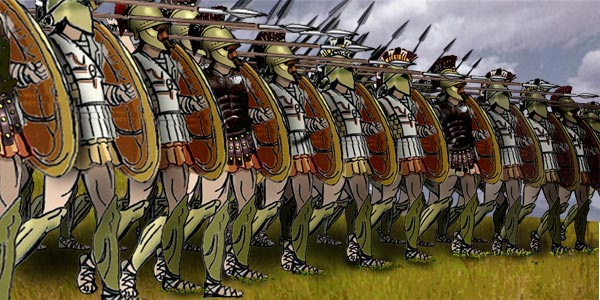
La bataille de Délion est, avec celle de Mantinée, l'un des deux grands affrontements de phalanges d'hoplites de la période.

Les Athéniens sont galvanisés par la victoire de Sphactérie, qui est suivie par quelques succès mineurs, et, pour la première fois de la guerre, ils semblent très proches de remporter la victoire. Cependant, 424 se révèle pour eux une année très défavorable, en dehors de la prise de Cythère en mai. En juillet, ils essaient de s'emparer de Mégare avec la complicité de son nouveau régime démocratique, mais la cité est secourue juste à temps par le général spartiate Brasidas et l'oligarchie est restaurée. Ils envahissent ensuite la Béotie dans le but de priver Sparte du soutien de Thèbes et de ses alliés en provoquant un soulèvement démocratique. L'invasion est cependant mal coordonnée et, en novembre, les Béotiens triomphent à la bataille de Délion d'une partie des forces athéniennes, qui perdent leur chef, le stratège Hippocrate, 1 000 hoplites et sans doute autant de combattants légers. Cette victoire béotienne est due en grande partie à l'utilisation inédite d'une cavalerie de réserve qui surprend et démoralise l'aile droite athénienne alors que celle-ci venait de vaincre l'aile gauche béotienne.

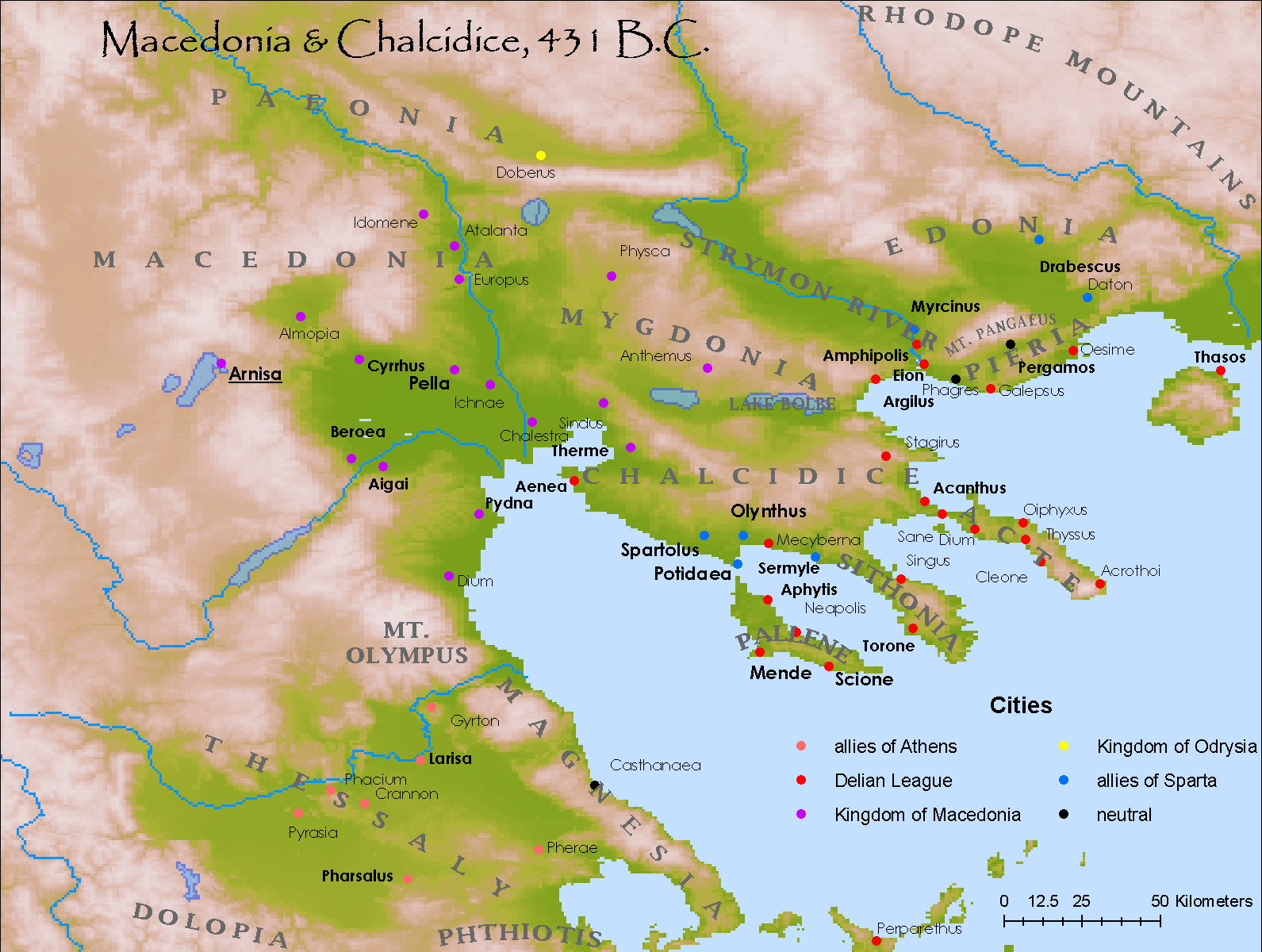
Carte de la Chalcidique et de la Macédoine.

Brasidas, à la tête d'une petite expédition de 1 700 hommes dont 700 hilotes affranchis, traverse toute la Grèce en août 424 pour envahir la Thrace à la demande du roi Perdiccas II de Macédoine, qui cherche un allié dans le conflit qui l'oppose aux Lyncestes. Utilisant des tactiques non conventionnelles et se présentant en libérateur, il obtient sans combattre la reddition d'Acanthos et de Stagire,. En décembre, il s'empare d'Amphipolis par une attaque surprise avant que la flotte athénienne du stratège Thucydide (celui-là même qui, exilé à la suite de cet échec, raconte le conflit) ne puisse intervenir. À la suite de cette victoire, plusieurs autres cités de la région abandonnent l'alliance athénienne. C'est une défaite d'importance pour Athènes puisque c'est avec le bois de Thrace qu'elle bâtit ses trières.
Une trêve d'un an est conclue en mars 423 mais Brasidas ne la respecte pas en apportant son aide à la cité de Skionè révoltée contre Athènes. Des révoltes éclatent aussi à Toronè et à Mendè, cette dernière étant rapidement reconquise par Athènes à la faveur du départ de Brasidas, parti rejoindre Perdiccas pour une nouvelle campagne contre les Lyncestes. Celle-ci se termine par un départ précipité des Macédoniens. Brasidas, laissé seul en position dangereuse, réussit à sortir son armée du piège mais cet épisode met fin à l'alliance entre lui et Perdiccas. La trêve est ensuite respectée jusqu'à son terme. Pendant l'été 422, Cléon prend la tête d'une expédition athénienne pour reconquérir la Thrace et reprend Toronè. Il cherche ensuite à s'emparer d'Amphipolis mais est surpris et mis en déroute par une attaque de son adversaire en octobre 422. Cléon et Brasidas meurent au cours du combat, permettant aux modérés des deux cités de s'accorder sur un arrêt des hostilités.

## La guerre indirecte (421-413)

### Paix de Nicias
Les deux camps, épuisés et désireux de récupérer les possessions respectives perdues, entament des négociations durant l'hiver 422-421. La paix de Nicias, conclue en avril 421, consacre le retour au statu quo ante bellum. Elle comprend les clauses suivantes : une paix conclue pour cinquante ans ; la restitution de toutes les places prises et des prisonniers ; l'évacuation des cités de Thrace par les Péloponnésiens ; et le règlement par arbitrage et négociations des querelles à venir.
Athènes doit restituer Cythère et Pylos et rendre les 300 hoplites qu'elle détient tandis que Sparte doit évacuer la Thrace. Cela consacre une victoire implicite pour Athènes puisque son empire, à l'origine du conflit, n'en ressort pas amoindri. Cependant, Athènes a beaucoup perdu et les rancunes de 431 n'en sont pas moins latentes. Athéniens et Spartiates sont animés d'une profonde méfiance mutuelle et rechignent à tenir leurs engagements. Les 300 prisonniers spartiates sont finalement libérés, au prix d'une alliance défensive entre Sparte et Athènes permettant l'intervention des troupes athéniennes en cas de révolte des Hilotes en Messénie. La révolte de Skionè est brutalement réprimée par Athènes, tous les hommes étant mis à mort et toutes les femmes et les enfants vendus comme esclaves après sa capitulation pendant l'été 421. Toutefois, Amphipolis refuse de regagner l'alliance athénienne après le départ des troupes spartiates, en conséquence de quoi Athènes s'oppose à la restitution de Pylos.
De plus, la paix de Nicias n'engage pratiquement que Sparte face à Athènes et à ses alliés. De leur côté, Corinthe, Thèbes, Élis et Mégare, sous des prétextes divers, refusent de signer la paix. C'est là une menace sérieuse pesant sur la cohésion de la ligue du Péloponnèse.

### La Ligue d'Argos

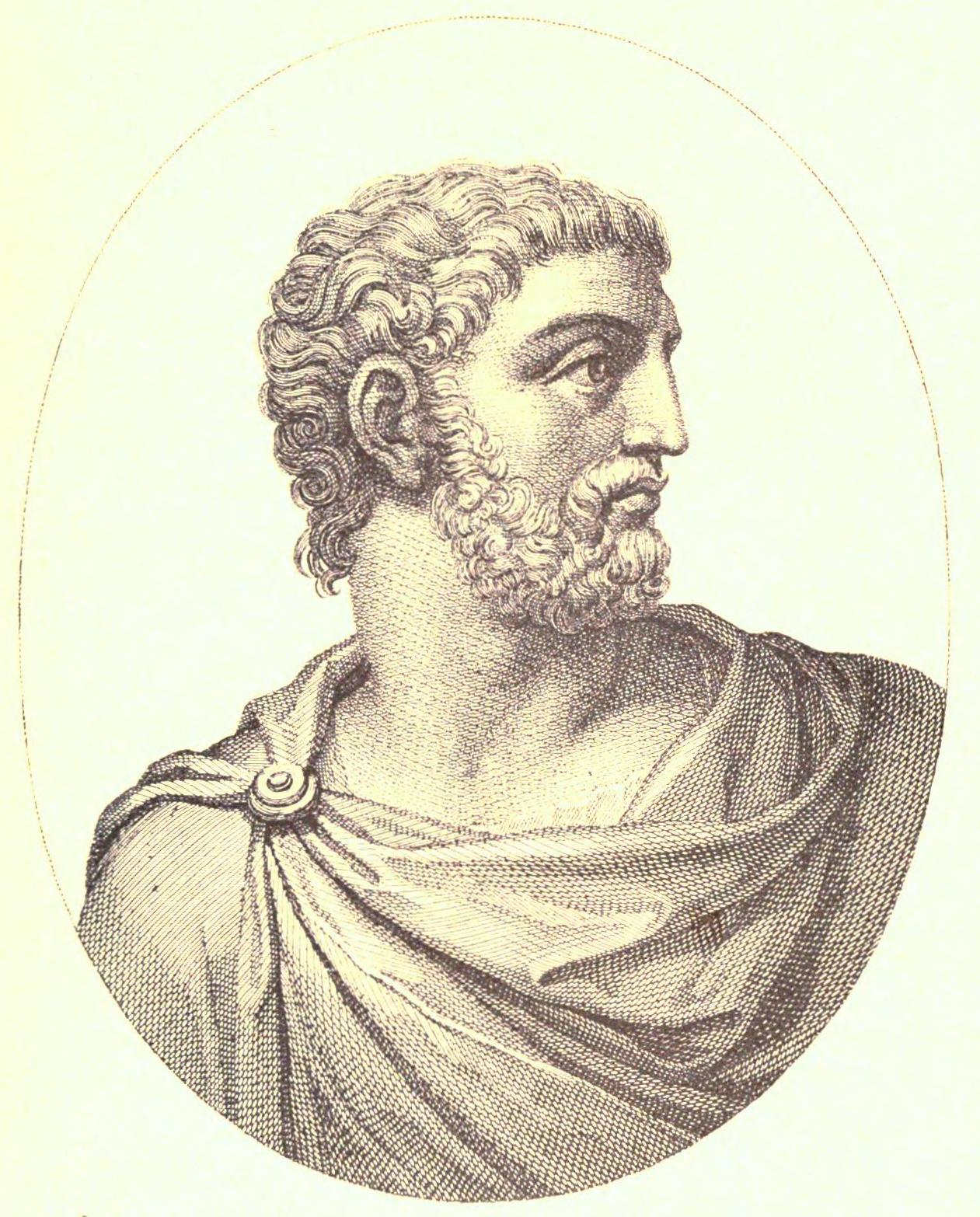
Alcibiade, l'une des figures les plus marquantes du conflit.

Parmi les vieilles rancunes que la paix ne résout pas se trouvent celles de Corinthe, qui, s'estimant mal défendue par Sparte, désire voir une nouvelle confédération se former. Elle profite donc du terme à venir de la période de paix signée par Sparte et Argos en 451 et des négociations se rouvrant entre les deux cités pour inciter les démocrates d'Argolide à créer une nouvelle confédération qui regroupe Argos, Corinthe, Mantinée et Élis, ainsi que quelques cités de Chalcidique, désireuses de quitter le giron athénien. Mais cette alliance est insuffisante car Thèbes, Mégare et Tégée déclinent l'invitation qui leur est faite d'y adhérer. C'est alors qu'Alcibiade, entré peu de temps auparavant dans l'arène politique et poussé par son ambition immodérée, réussit par ses talents de diplomate, et contre l'avis de Nicias, à persuader Argos, Élis et Mantinée de signer avec Athènes une alliance défensive pour cent ans. Cette nouvelle alliance désagrège la ligue du Péloponnèse et accroît les tensions entre Athènes et Sparte, celle-ci étant ainsi exclue de façon humiliante des jeux olympiques par Élis en 420.
Pendant l'été 419, Argos s'attaque à Épidaure, alliée de Sparte, à l'instigation d'Alcibiade, qui veut ainsi prouver la faiblesse des Spartiates et détacher Corinthe de la ligue du Péloponnèse. Ce plan échoue car, même si les Spartiates renoncent à livrer bataille en raison de présages défavorables, l'arrivée de leur armée à la frontière suffit à faire revenir les Argiens chez eux. Le roi Agis II décide d'envahir l'Argolide pendant l'été 418. Un armistice est alors conclu entre Sparte et Argos mais l'arrivée de 1 300 Athéniens pousse les Argiens à le rompre. En août, la bataille de Mantinée oppose Sparte à la coalition formée par Argos et Mantinée et aux renforts athéniens. L'armée d'Élis, partie momentanément en raison d'une querelle avec ses alliés, revient trop tard pour participer au combat, son absence ayant certainement eu un grand impact sur son déroulement. La bataille s'achève en effet par une grande victoire spartiate, la cité rétablissant son hégémonie dans le Péloponnèse au prix de 300 morts dans ses rangs contre plus d'un millier pour les coalisés. Par ailleurs, les oligarques reprennent provisoirement le pouvoir à Argos mais la démocratie et l'alliance athénienne sont rétablies à la fin de l'été 417. Athènes profite de cette période de paix pour reconstituer d'importantes réserves financières mais sa politique extérieure est indécise en raison de l'opposition entre Nicias et Alcibiade, qui dominent désormais les affaires publiques de la cité.

### Massacres de civils
Les massacres se multiplient, même pendant cette période où Athènes et Sparte sont officiellement en paix. Ainsi, en 417, les Spartiates s'emparent de Hysiai, située sur le territoire d'Argos, et mettent à mort toute la population masculine adulte de cette petite ville.
Athènes fait pression depuis la première phase de la guerre pour que l'île de Mélos, neutre dans le conflit, entre dans son empire. En 416, elle se décide à intervenir militairement en envoyant une expédition de 3 500 hommes chargée de soumettre l'île. Les Méliens, d'origine dorienne, refusent de se rendre, malgré les menaces de mort des Athéniens, en espérant l'intervention de Sparte. Mélos est prise après plus de six mois de siège, ses murs sont rasés, les hommes de la cité sont exécutés, les femmes et les enfants vendus comme esclaves et 500 colons sont envoyés. Cette affaire noircit considérablement l'image d'Athènes. Thucydide y place un fameux dialogue où s'affirme la volonté impériale des Athéniens au mépris du droit des gens, impérialisme fondé sur la loi du plus fort.
Au printemps 413, Athènes envoie des mercenaires thraces, arrivés trop tard pour se joindre aux renforts expédiés en Sicile, piller les côtes de la Béotie. Ceux-ci, sous la conduite d'un général athénien, attaquent par surprise le village de Mycalesse et massacrent ses habitants, y compris les enfants qui étaient alors à l'école, commettant ainsi, selon les mots de l'historien Donald Kagan, « la pire atrocité de toute la guerre ».

### Expédition de Sicile
En 416, la cité sicilienne de Ségeste, attaquée par Sélinonte, fait appel à Athènes pour la défendre en offrant de financer l'expédition. Syracuse, deuxième cité la plus peuplée du monde grec, est une démocratie, alliée de Sélinonte dans cette affaire, imposant son hégémonie sur cette île fertile en céréales, que pourrait s'approprier Athènes si elle envoyait une flotte en Sicile. Alcibiade, qui rêve d'un empire athénien s'étendant à l'Italie et l'Afrique du Nord, s'oppose à nouveau à Nicias sur la question du bien-fondé d'une intervention. Alors que le premier plaide passionnément la cause interventionniste, Nicias veut effrayer les Athéniens en surestimant les forces siciliennes. Il obtient l'effet inverse, ne faisant que donner plus d'ampleur à l'expédition qui passe de vingt à une centaine de trières. La possibilité de tenir une telle position en Méditerranée, la perspective de couper les ravitaillements de Sparte et ses alliés, autant que l'ambition d'Alcibiade mènent au déclenchement de cette entreprise, qui a pourtant lieu sur un terrain mal connu des Athéniens. En juin 415, une expédition composée de 134 navires et 27 000 hommes et dirigée conjointement par Alcibiade, Nicias et Lamachos prend la mer. L'affaire des Hermocopides, mutilations de statues du dieu Hermès, éclate quelques jours avant son départ et, dans son cadre, Alcibiade est accusé d'avoir participé à une parodie des mystères d'Éleusis. Il réclame d'être jugé avant de prendre la mer mais n'y parvient pas.

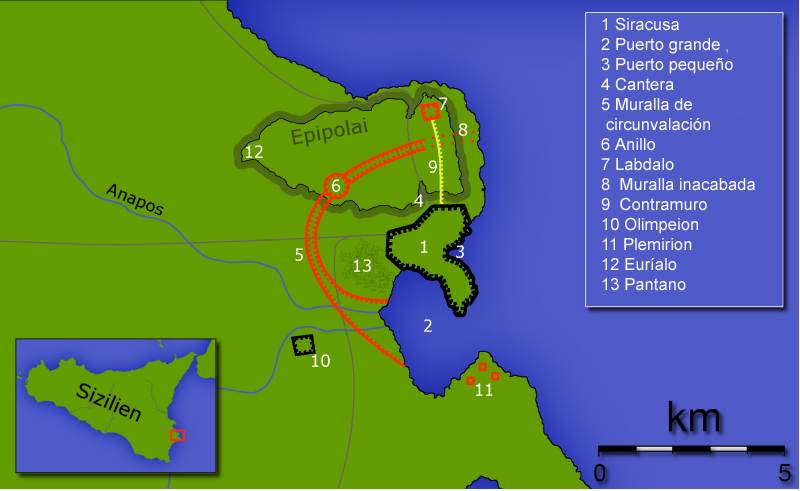
Carte du siège de Syracuse.

Les trois stratèges ont des objectifs différents : Nicias veut temporiser en se contentant d'une démonstration de force, Lamachos souhaite attaquer Syracuse immédiatement, et Alcibiade veut rallier les cités siciliennes dans une alliance contre Syracuse. C'est ce dernier qui réussit à persuader les deux autres. Après avoir appris que Ségeste n'a pas les moyens de payer les frais de l'expédition, la flotte s'empare de Catane pour en faire sa base d'opérations. Mais une nouvelle dénonciation sur la participation d'Alcibiade à la parodie des mystères provoque l'envoi d'une trière pour le ramener à Athènes et le juger. Afin d'y échapper, Alcibiade fausse compagnie à son escorte à Thourioï et se réfugie à Sparte durant l'hiver 415-414 quand lui parvient la nouvelle de sa condamnation à mort par contumace. Nicias, qui n'a jamais cru au bien-fondé de cette équipée, est désormais paradoxalement son chef incontesté. Ayant échoué dans sa quête d'alliés en Sicile, tous étant effrayés par la taille de l'expédition, mais n'osant pas rentrer à Athènes par crainte d'un procès, il n'a d'autre choix que d'attaquer les Syracusains qui le provoquent. Les Athéniens remportent une victoire lors d'une bataille d'hoplites près de la rivière Anapo mais leur manque de cavalerie se fait alors ressentir quand il s'agit de l'exploiter. Ils ne peuvent entreprendre le siège de la cité sans cavaliers et, en attendant que des renforts dans ce domaine arrivent, l'hiver passe sans qu'ils mènent d'autres actions. Les Athéniens prennent néanmoins l'avantage sur Syracuse au printemps 414 en s'emparant du plateau des Épipoles où ils commencent la construction d'un double mur afin d'isoler la ville. Peu après, Lamachos est tué lors d'une escarmouche, son énergie allant cruellement faire défaut aux Athéniens. En effet, par son inaction et sa négligence, Nicias n'arrive pas à terminer la construction du mur avant l'arrivée des secours pour Syracuse car Alcibiade persuade l'assemblée spartiate qu'il faut envoyer une expédition pour aider la cité et reprendre la guerre en Attique en fortifiant Décélie.

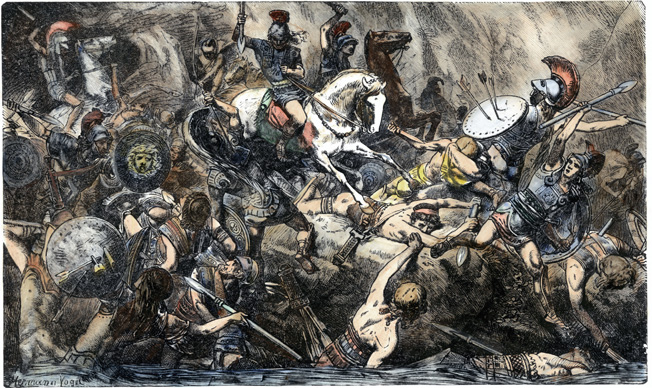
Gravure représentant le massacre des Athéniens sur les rives de l'Assinaros.

Les renforts du Spartiate Gylippe, arrivés en août 414 juste à temps pour empêcher l'encerclement complet de Syracuse, obligent en octobre les Athéniens à reculer vers la rade, dans laquelle ils sont affectés par une épidémie de paludisme. Nicias, en mauvaise santé, demande une nouvelle fois l'aide d'Athènes en cachant la vérité sur ses erreurs stratégiques, et l'assemblée lui renouvelle sa confiance en votant l'envoi d'importants renforts, commandés par Démosthène, avec 73 trières et 15 000 hommes. Au printemps 413, Sparte et Athènes envoient donc toutes deux de nouvelles expéditions en Sicile. Avant leur arrivée, les Syracusains et leurs alliés frappent néanmoins un grand coup en s'emparant des trois forts athéniens de Plemmyrion et en battant leur flotte pour la première fois lors d'une attaque surprise, ce qui affecte gravement le moral athénien. Dès son arrivée, Démosthène met au point un plan visant à reprendre le plateau des Épipoles. Lors de l'attaque nocturne qui s'ensuit, en août 413, les Athéniens surprennent initialement leurs adversaires mais la désorganisation de leurs troupes et leur méconnaissance du terrain entraînent le chaos, puis la déroute, les Athéniens perdant finalement 2 000 hommes et l'espoir de prendre Syracuse. Nicias perd ensuite un temps précieux avant de se décider à quitter la Sicile et sa flotte est vaincue lors de deux batailles dans le port de Syracuse en raison de l'espace confiné qui l'empêche de manœuvrer et de la tactique d'éperonnage employée par les navires syracusains et corinthiens à la proue renforcée. Nicias et Démosthène essaient alors de fuir par la voie terrestre avec 40 000 hommes mais ceux-ci sont rattrapés et massacrés sur les rives de l'Assinaros. Capturés, Nicias et Démosthène sont exécutés par les Syracusains malgré les objections de Gylippe. La plupart des 10 000 survivants disparaissent dans les carrières de pierres des Latomies où ils sont détenus prisonniers par Syracuse dans des conditions effroyables. L'expédition athénienne, dont l'échec peut autant être imputé à la trahison d'Alcibiade qu'à l'incompétence de Nicias, se termine ainsi en désastre avec la perte de 50 000 hommes et de plus de 200 trières.

## Guerre de Décélie et d'Ionie (413-404)

### Conséquences du désastre sicilien

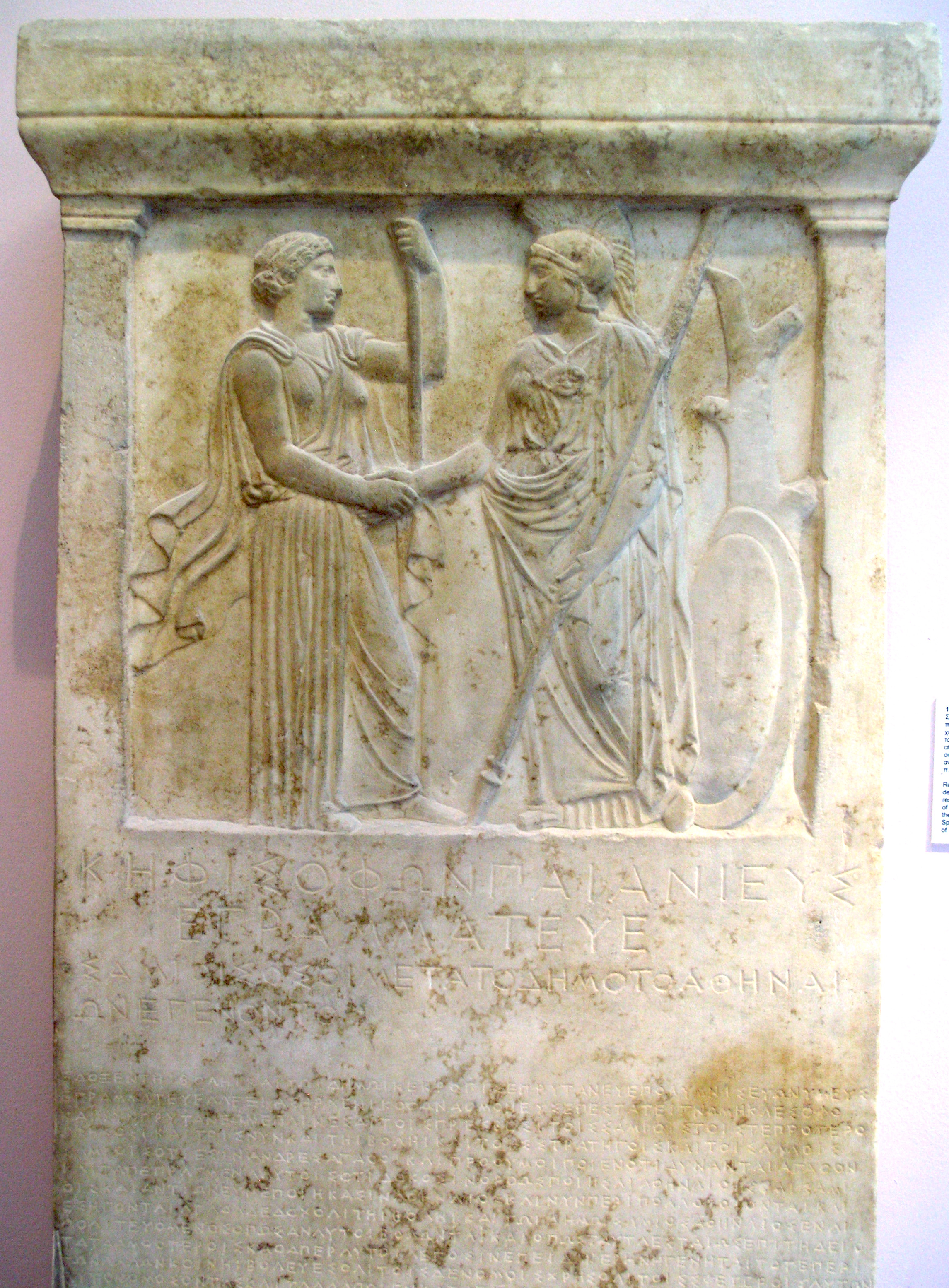
Copie du décret honorifique par lequel Athènes remercie Samos de lui être restée fidèle. Le relief surmontant l'inscription représente les déesses tutélaires des deux cités, respectivement Athéna et Héra, se serrant la main. Musée de l'Acropole d'Athènes.

Des raids lancés en 414 par Athènes sur les côtes de Laconie, en violation flagrante de la paix de Nicias, persuadent Sparte de reprendre la guerre ouverte. Depuis le fort de Décélie, occupé par le roi Agis II de façon permanente depuis l'été 413, les Spartiates organisent le blocus terrestre d'Athènes dès 412, empêchent leurs adversaires d'exploiter les mines d'argent du Laurion et se saisissent de 20 000 esclaves. Athènes a perdu les deux tiers de sa flotte et n'a presque plus d'argent pour maintenir son empire. Or, c'est par sa maîtrise des mers qu'Athènes peut assurer son ravitaillement et le versement des tributs, et les Lacédémoniens peuvent désormais faire jeu égal avec elle aussi bien quant au nombre de trières qu'à la qualité des équipages. Sparte est approchée par les Perses qui, par l'intermédiaire des satrapes rivaux Pharnabaze et Tissapherne, veulent profiter de la faiblesse d'Athènes pour récupérer les territoires d'Asie Mineure perdus durant les guerres médiques. Les Spartiates ont le choix entre quatre offensives possibles dans des régions diverses, dont deux proposées par Pharnabaze et Tissapherne, mais les factions qui se partagent le pouvoir n'arrivent pas à s'entendre. Alcibiade, désormais au service de Sparte, persuade alors ses dirigeants de lui confier une expédition de cinq navires pour convaincre les alliés d'Athènes en Ionie de quitter la ligue de Délos et s'assure la défection de Chios, Érythrées, Clazomènes, Téos, Milet et Éphèse. Peu après, une alliance secrète, car très favorable aux Perses, est conclue entre l'expédition spartiate et Tissapherne.
Athènes réagit en débloquant un fonds d'urgence de mille talents qui lui permet d'armer une flotte et de l'envoyer cingler vers les côtes de l'Ionie. Les Athéniens font de Samos leur principale base navale en mer Égée et parviennent à garder le contrôle de Lesbos. Ils opèrent aussi le blocus de Chios, menaçant ainsi grandement la rébellion sur cette île, mais renoncent à livrer une bataille qui aurait pu être décisive contre une flotte péloponnésienne supérieure en nombre, échouant ainsi à mettre le siège devant Milet. Cette décision provoque par ailleurs la colère de leurs alliés Argiens, qui cessent dès lors de s'impliquer dans le conflit. Dans le même temps, Alcibiade s'est fait un ennemi d'Agis II en séduisant son épouse. Les Spartiates, qui se méfient de lui, donnent l'ordre de le supprimer. Prévenu à temps, il se réfugie auprès de Tissapherne vers octobre 412 et devient son conseiller. Il le persuade de mener une politique de bascule entre Sparte et Athènes, réduisant ainsi l'aide financière et annulant l'aide navale perse à Sparte. Malgré une victoire navale mineure au large de Symi, les Lacédémoniens évitent soigneusement tout engagement important, laissant ainsi le contrôle de la mer à leurs adversaires. Ils réussissent néanmoins à apporter leur aide à une révolution oligarchique à Rhodes, l'île passant ainsi dans leur camp en janvier 411.
Alcibiade, sachant que son association avec Tissapherne n'est que temporaire, prend contact avec les stratèges athéniens de Samos, et notamment Thrasybule, afin de préparer son retour en grâce en leur promettant que les Perses passeront dans leur camp si Athènes change de régime politique. Avec l'aide de Thrasybule, qui est conscient de la nécessité d'une alliance avec les Perses, Alcibiade se fait alors élire stratège par les soldats athéniens de Samos. Cependant, la méfiance de Phrynichos, l'un des principaux oligarques athéniens, envers Alcibiade condamne le plan originel de ce dernier. Profitant de l'absence de dirigeants démocrates puissants et respectés dans leur cité, les oligarques athéniens préparent leur coup d'État dans le plus grand secret. Tout en faisant mine de respecter les institutions, ils font régner la terreur en assassinant leurs principaux opposants et instaurent le régime des Quatre-Cents, dont Phrynichos, Pisandre, Antiphon et Théramène sont les plus en vue, en juin 411. À Samos, un coup d'État oligarque échoue, et les soldats athéniens élisent Thrasybule et Thrasylle pour les commander et s'opposer aux Quatre-Cents. Alcibiade réussit néanmoins à empêcher les soldats athéniens de Samos d'abandonner l'île pour rentrer à Athènes. Pendant ce temps, les Spartiates, qui doutent de plus en plus de la loyauté de Tissapherne, se tournent vers Pharnabaze et envoient des troupes dans l'Hellespont, ce qui pousse les cités d'Abydos, Byzance, Chalcédoine, Cyzique et Sélymbrie à se révolter contre Athènes. Lorsque des révoltes éclatent aussi sur l'île d'Eubée, vitale pour Athènes, la cité envoie une flotte pour garder le contrôle de l'île mais celle-ci est vaincue en septembre 411 par les Lacédémoniens au large d'Érétrie. Avec la perte de l'Eubée, la panique gagne Athènes, désormais au bord de la guerre civile. Les Quatre-Cents, incapables de rétablir la situation et divisés en factions, sont à leur tour renversés quatre mois après leur coup d'État par des hoplites, qui remettent le pouvoir aux Cinq-Mille, corps composé de tous les citoyens capables de se payer l'équipement d'hoplite. Les Cinq-Mille, guidés par des modérés tels que Théramène, se débarrassent des oligarques les plus extrémistes, pardonnent officiellement Alcibiade et restaurent la paix civile, Athènes redevenant une démocratie à part entière dix mois plus tard.

### Retour d'Alcibiade et triomphe de Lysandre
Mindarus, le nouveau navarque spartiate, réussit à déplacer sa flotte de Milet, jusqu'ici la base de ses opérations, à Abydos, dans l'Hellespont. Il menace ainsi de couper la principale voie du ravitaillement en grain d'Athènes et oblige les Athéniens, désormais le dos au mur, à passer à l'offensive. En octobre et novembre 411, les stratèges athéniens Thrasybule et Thrasylle remportent sur Mindarus des victoires navales à Cynosséma, victoire étriquée mais qui redonne confiance aux Athéniens, et à Abydos. Lors de cette dernière, c'est l'intervention d'Alcibiade avec dix-huit navires en plein milieu de la bataille qui permet la victoire athénienne et la capture de trente navires adverses. La bataille de Cyzique en mars 410, au cours de laquelle Mindarus trouve la mort, est une victoire totale des Athéniens qui permet la capture de soixante navires et pousse les Spartiates à demander la paix sur la base du statu quo en échangeant Décélie contre Pylos, proposition qui est rejetée. Grâce à cette série de victoires, dont Thrasybule est le principal artisan pour l'historien Donald Kagan, Athènes a de nouveau la maîtrise des mers. Sparte parvient à s'emparer du fort de Pylos pendant l'hiver 410-409 mais, quelques mois plus tard, l'invasion de la Sicile par les Carthaginois pousse Syracuse à retirer son soutien naval aux Spartiates. En 409, Thrasylle dirige une campagne infructueuse en Ionie mais, l'année suivante, Alcibiade récupère Chalcédoine, Sélymbrie et Byzance, par un mélange de diplomatie et d'actions militaires, ce qui redonne à Athènes le contrôle de la Propontide. C'est à cette même époque que Pausanias Ier succède à son père Pleistoanax sur l'un des deux trônes de Sparte. Après la campagne d'Alcibiade, Abydos demeure la seule cité de la région encore aux mains des Spartiates mais, sur le plan diplomatique, les Athéniens échouent à détacher les Perses de leur alliance avec Sparte. Élu stratège, Alcibiade rentre triomphalement à Athènes en mai 407 et se voit accorder les pleins pouvoirs militaires.

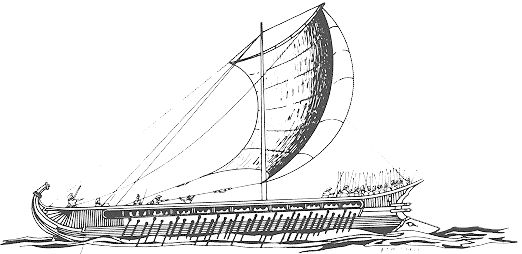
La dernière partie de la guerre a lieu essentiellement sur mer avec des combats de trières.

Ayant évité les affrontements sur mer pendant trois ans, Sparte reconstitue sa flotte et la confie en 407 au navarque Lysandre, considéré par l'historien Victor Davis Hanson comme le « chef de guerre le plus intraitable, le plus brillant et le plus complet que la Grèce eût jamais produit depuis Thémistocle ». S'étant assuré du soutien de Cyrus, fils du roi de Perse Darius II et nouveau dirigeant de l'Asie Mineure en lieu et place de Tissapherne, Lysandre débauche grâce à son aide financière de nombreux mercenaires athéniens en leur offrant un salaire supérieur,. Il établit sa base navale à Éphèse et y entraîne intensivement les équipages de ses navires. Pendant l'hiver 407-406, alors que les deux flottes s'observent, Alcibiade laisse provisoirement le commandement à son ami Antiochos pour assister au siège de Phocée. Antiochos, contrevenant aux ordres lui enjoignant de ne pas rechercher le combat, est piégé et vaincu par Lysandre à la bataille de Notion, ce qui provoque la perte de 22 navires et la destitution d'Alcibiade, qui s'exile dans ses terres de Chersonèse de Thrace. Sa magistrature de navarque arrivée à terme, Lysandre doit cependant, et à son grand déplaisir, se retirer. Son successeur, Callicratidas, est loin de s'entendre aussi bien que lui avec Cyrus, mais remporte une nouvelle victoire au large de Mytilène qui coûte trente navires aux Athéniens. Athènes rassemble alors une « flotte de la dernière chance » en engageant ses dernières ressources et en affranchissant des esclaves pour qu'ils servent d'équipages. En août 406, lors de la plus grande bataille navale de la guerre, la flotte athénienne de 155 trières dirigée par huit stratèges, dont Thrasylle et Périclès le Jeune, bat celle de 120 navires de Callicratidas aux Arginuses, archipel au sud de l'île de Lesbos. Callicratidas y trouve la mort et les Spartiates perdent 77 navires contre 25 pour les Athéniens. Une tempête rend cependant impossible aux Athéniens le repêchage des naufragés et des corps, 2 000 marins étant tombés à la mer, ce qui est contraire à la tradition religieuse. Le scandale provoqué entraîne un procès qui s'achève par la condamnation à mort et l'exécution des six stratèges athéniens s'étant présentés à leur procès. Cette mesure, prise par l'assemblée sous le coup de la colère et regrettée par la suite, prive Athènes de ses commandants les plus expérimentés. Peu après, les Spartiates font une nouvelle proposition de paix, proposant de restituer Décélie, les deux camps conservant toutes leurs autres conquêtes. Bien que plus avantageuse que celle faite en 410, cette offre est encore rejetée par Athènes sur l'incitation du démagogue Cléophon.
Cyrus réclame quant à lui le retour de Lysandre comme condition du maintien de son soutien. Pour contourner la loi qui interdit à un navarque d'être nommé plus d'une fois, Sparte le nomme officiellement commandant en second tout en lui confiant officieusement la direction des opérations. En 405, Lysandre et sa nouvelle flotte, financée par Cyrus, regagnent l'Hellespont par la ruse en attirant les navires athéniens dans une vaine poursuite. Lysandre fait ensuite tomber Lampsaque, menaçant ainsi Byzance. En septembre 405, les flottes d'Athènes et de Sparte se font face sur les deux rives de l'Hellespont. Alcibiade, qui vit non loin, intervient pour la dernière fois de la guerre en conseillant aux stratèges athéniens d'abandonner leur mouillage près de l'embouchure de l'Aigos Potamos car celui-ci n'est pas sûr mais il n'est pas écouté. Peu après, Lysandre lance une attaque surprise alors que la plupart des marins athéniens sont à terre pour chercher des provisions. Les Spartiates capturent ou coulent 170 trières, soit la quasi-totalité de la flotte, et mettent à mort au moins 3 000 prisonniers. Ayant la maîtrise totale de la mer, Lysandre entreprend alors la conquête de toutes les possessions athéniennes, à l'exception de Samos, avant de porter sa flotte jusqu'au Pirée. Athènes, encerclée sur terre et sur mer, est rapidement gagnée par la famine — d'autant que Lysandre a sciemment laissé aux garnisons athéniennes des cités conquises le droit de regagner leur cité-mère afin qu'il y ait plus de bouches à nourrir — et doit se soumettre en avril 404 après de longues négociations menées par Théramène auprès de Lysandre, puis des éphores de Sparte.

## Conséquences

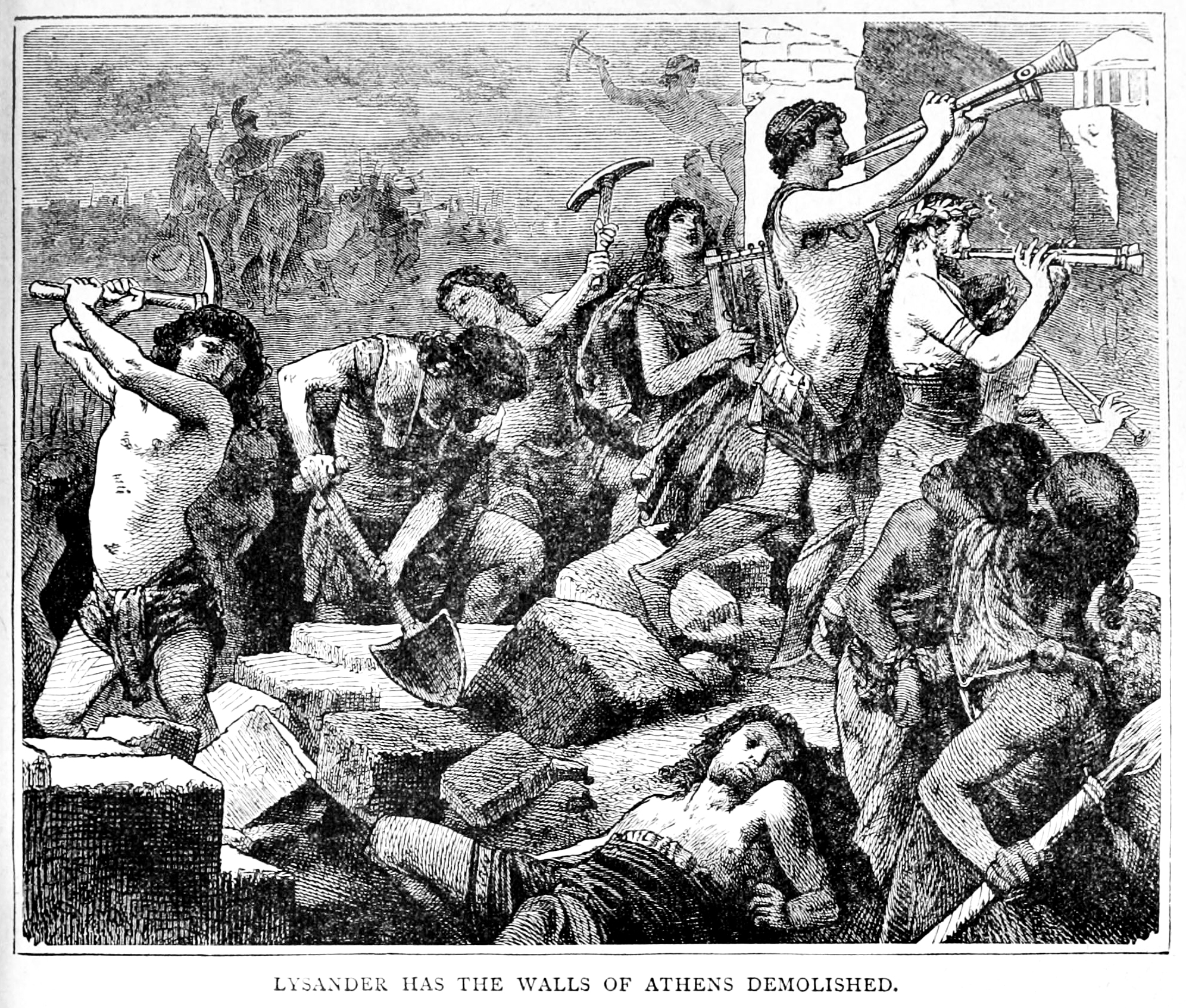
Les murailles d'Athènes sont détruites, selon Xénophon, au son des aulos célébrant la liberté grecque promise par Sparte.

La paix est conclue peu après la reddition d'Athènes. Alors que les Corinthiens et les Thébains veulent voir Athènes détruite et ses habitants réduits à l'esclavage, le traité de paix est relativement clément. Les Spartiates refusent de réduire en servitude Athènes en rappelant le rôle qu'elle a joué pendant les guerres médiques, mais surtout pour que la cité serve de contrepoids à Thèbes, dont ils se méfient. Le fait que le roi de Perse Darius II soit sur son lit de mort et que son successeur désigné, Artaxerxès II, soit hostile à son frère cadet Cyrus et donc susceptible de retirer son soutien à Sparte, a sans doute été aussi un facteur important dans l'établissement de conditions de paix moins dures permettant de hâter la reddition d'Athènes. La cité conserve donc l'Attique mais doit renoncer au reste de son empire. Selon Xénophon, il est convenu qu'Athènes « détruirait les Longs Murs et les fortifications du Pirée, livrerait tous ses vaisseaux sauf douze, laisserait revenir les exilés et, ayant les mêmes ennemis et les mêmes amis que les Lacédémoniens, les suivraient sur terre et sur mer partout où ceux-ci les conduiraient ».
La ligue de Délos est donc dissoute et Athènes entre dans celle du Péloponnèse. La démocratie est remplacée par la tyrannie des Trente à la suite de l'action de Lysandre. Ce dernier fait pression pour faire élire trente membres d'une commission qui, sous couvert de rédiger de nouvelles lois, exerce le pouvoir avec l'appui d'une garnison spartiate. Les Trente deviennent rapidement impopulaires en donnant l'ordre de massacrer des citoyens et des riches métèques pour s'emparer de leur fortune. Après le rappel de Lysandre à Sparte par le roi Pausanias, Thrasybule parvient à reprendre la cité aux Trente en 403 et y rétablit la démocratie,. Athènes, si elle ne retrouve plus sa position dominante, parvient tout de même à maintenir son statut de cité de poids dans le monde grec avec un régime politique fondé sur la réconciliation, une loi d'amnistie générale interdisant même sous peine de mort de rappeler les fautes passées. Alors que Sparte a toujours prétendu combattre pour la liberté des Grecs, il s'avère très vite qu'il n'en était rien puisqu'elle garde le contrôle de plusieurs cités en Asie Mineure, imposant un tribut et installant des oligarchies protégées par des garnisons spartiates, et que d'autres cités sont restituées aux Perses. Sparte se retrouve peu après isolée dans le jeu des ligues et doit livrer la guerre de Corinthe (395-387) contre Thèbes, Athènes, Corinthe et Argos. Victorieux sur terre, les Spartiates perdent cependant leur hégémonie maritime après leur défaite au large de Cnide en 394. La paix d'Antalcidas fait de la Perse l'arbitre de la Grèce et l'Ionie revient dans le giron perse,. Sparte, qui a toujours vécu dans l'isolement, se révèle incapable de gérer un empire alors que l'élite spartiate, déjà numériquement faible, diminue encore pour tomber à 1 500 individus seulement lors de la défaite contre Thèbes en 371. De son côté, Athènes fait reconstruire les Longs Murs et établit des fortifications pour protéger l'Attique en 393, puis crée une seconde confédération athénienne, aux conditions beaucoup plus souples que la ligue de Délos, en 378.
La reddition d'Athènes en 404 est communément associée à la fin de l'âge d'or de la Grèce antique. À côté de pertes humaines impossibles à chiffrer exactement, mais se comptant en centaines de milliers d'individus, et de pertes matérielles très lourdes elles aussi, la Grèce semble perdre aussi son « énergie intellectuelle » et subit un grave traumatisme psychologique associé au sentiment d'une grandeur perdue. Dix ans après la fin des combats, la population masculine adulte d'Athènes est environ moitié moins nombreuse qu'au début de la guerre, et des cités comme Mégare et Corinthe sortent elles aussi très affaiblies du conflit. Le commerce et l'agriculture, deux secteurs économiques très touchés par les hostilités, mettent de nombreuses années à se relever, et même la religion ne sort pas indemne de la lutte, le mysticisme irrationnel ou le scepticisme cynique étant deux tendances extrêmes qui se répandent partout. La société grecque est par ailleurs profondément remaniée par le fait que des milliers d'anciens esclaves sont affranchis pendant la guerre à l'inverse de milliers de citoyens qui sont quant à eux réduits en esclavage. L'expansion du modèle démocratique athénien connaît un coup d'arrêt définitif dans le monde grec, la tendance politique revenant aux oligarchies.

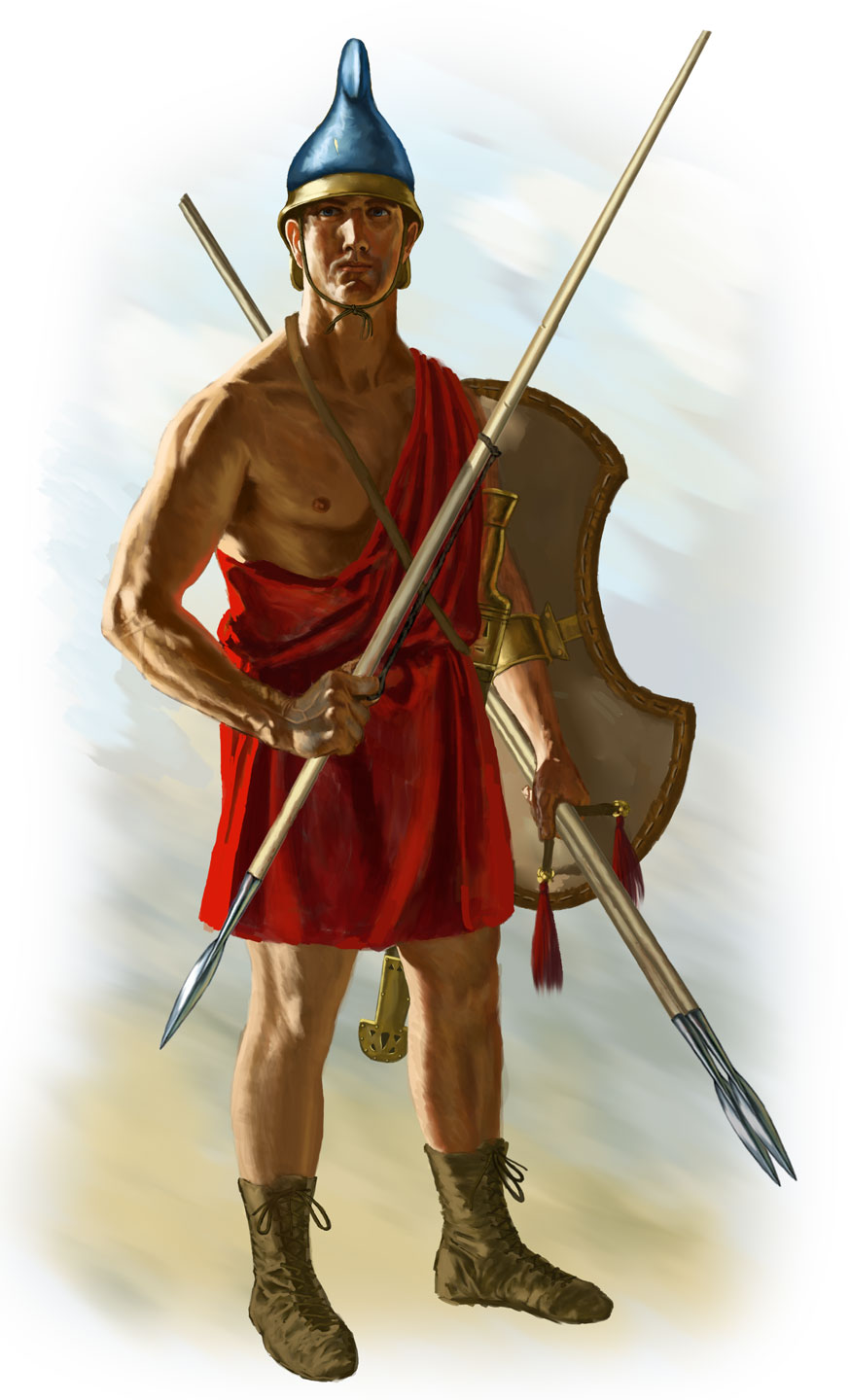
Les combattants légers tels que les peltastes prennent une importance accrue lors de ce conflit.

Le conflit change radicalement la vision qu'avaient les Grecs de la guerre. On passe d'une guerre à objectifs limités à une guerre totale selon l'historien Victor Davis Hanson, où toutes les ressources sont consacrées à la destruction de l'adversaire, alors que les massacres de civils et de prisonniers, auparavant très rares, se généralisent. L'efficacité, à n'importe quel coût, est mise en avant au détriment des traditions et des « considérations de richesse et de pouvoir », et les armées se professionnalisent. Les tactiques évoluent, donnant une dimension supplémentaires à la bataille à travers l'utilisation du terrain, des forces de réserve et de techniques d'enveloppement, de même que l'équipement, avec des casques et des armures d'hoplites allégés. Les batailles d'hoplites, si elles ne disparaissent pas pour autant, ne sont plus considérées comme l'unique façon de mener une guerre terrestre. Les attaques surprises ou nocturnes et l'utilisation de combattants légers comme les peltastes deviennent beaucoup plus fréquentes. Les techniques de siège et de fortifications évoluent immédiatement après la guerre. On assiste par ailleurs à un changement des mentalités au sujet de la nature de la guerre : vue jusqu'alors comme quelque chose de tragique mais également de noble et de patriotique, elle est de plus en plus condamnée comme une expérience humaine épouvantable et intrinsèquement mauvaise.
La défaite athénienne, qui pouvait sembler improbable au début du conflit étant donné les ressources dont la cité disposait en comparaison de celles de Sparte, s'explique selon Thucydide par quatre raisons : l'épidémie ayant frappé Athènes, l'expédition en Sicile, la création du fort de Décélie par les Spartiates et enfin la construction d'une flotte grâce à l'or fourni par les Perses. On peut ajouter à cela que Sparte avait, notamment avec Thèbes et Corinthe, des alliés plus puissants et plus fiables que ceux de son adversaire. L'excès de confiance d'Athènes la pousse ensuite à s'engager sur un nouveau front sans avoir assuré ses arrières et, de plus, pour combattre la cité démocratique de Syracuse, ce qui affaiblit son message idéologique de lutte contre les oligarchies. Même après le désastre sicilien, Athènes repousse par deux fois des propositions de paix acceptables en croyant pouvoir encore l'emporter. La démocratie athénienne, qui « lui a donné dans le malheur d'incroyables facultés de résistance », se révèle alors une faiblesse par son intransigeance, non seulement envers ses adversaires mais aussi envers ses propres généraux qui peuvent être exécutés ou bannis à la moindre occasion et sont ainsi poussés « à un excès de prudence ou d'audace ».
Le conflit est toujours étudié à l'époque moderne, la lecture et l'analyse du récit qu'en a fait Thucydide étant au programme de nombreuses écoles militaires. Des parallèles avec la guerre du Péloponnèse ont été établis par des hommes d'État, des militaires et des universitaires à l'occasion d'événements cruciaux du XXe siècle, comme pour expliquer les causes de la Première Guerre mondiale et surtout lors de la guerre froide pour comparer la rivalité opposant alors le bloc de l'Ouest à celui de l'Est avec celle ayant conduit à l'affrontement les ligues de Délos et du Péloponnèse.

## Legs culturel
En dehors des pièces de théâtre contemporaines d'Aristophane déjà mentionnées, le conflit est très peu représenté dans l'ensemble des domaines artistiques. Dans la peinture, il existe principalement des œuvres représentant Alcibiade ou Périclès mais en dehors du cadre de la guerre. Le peintre Philipp von Foltz représente au milieu du XIXe siècle l'oraison funèbre de Périclès aux soldats athéniens tués au début de la guerre.
Dans la littérature, The Jealous Gods (1928) de Gertrude Atherton est une biographie romancée d'Alcibiade. Lysis et Alexias (The Last of the Wine, 1956) de Mary Renault se déroule à Athènes à la fin de la guerre et dépeint particulièrement l'homosexualité dans la Grèce antique. The Shining (1961) de Stephen Marlowe retrace la vie d'un jeune Athénien qui participe notamment à l'expédition de Sicile. Goat Song (1967) de Frank Yerby relate les aventures d'un Spartiate capturé à Sphactérie et découvrant la culture athénienne. The Flowers of Adonis (1969) de Rosemary Sutcliff est un roman prenant Alcibiade comme personnage principal. The Walled Orchard (1990) de Tom Holt narre la vie d'un rival d'Aristophane avec la guerre du Péloponnèse en toile de fond. Tides of War (2000) de Steven Pressfield offre une vision romancée du conflit avec à nouveau Alcibiade en personnage de premier plan. The Isle of Stone (2005) de Nicholas Nicastro est un roman centré sur les combattants spartiates de Sphactérie.
La guerre du Péloponnèse sert de toile de fond historique au jeu vidéo Assassin's Creed Odyssey. Le joueur peut indifféremment et successivement choisir de combattre pour Athènes ou pour Sparte, et croise dans le cadre du conflit de nombreux personnages historiques ayant participé ou tout du moins vécu ce conflit, tels que Périclès, Cléon, Brasidas, Lysandre, Démosthène ou Alcibiade.
Le 10 mars 1996 (soit vingt-quatre siècles après les faits), lors d'une cérémonie spéciale tenue dans l'ancienne Sparte, le maire de la Sparte contemporaine Dimosthenis Matalas et le maire d'Athènes Dimítris Avramópoulos signent un traité de paix qui met fin officiellement à cette guerre,.